# Sexuelle Übergriffe in der Silvesternacht 2015

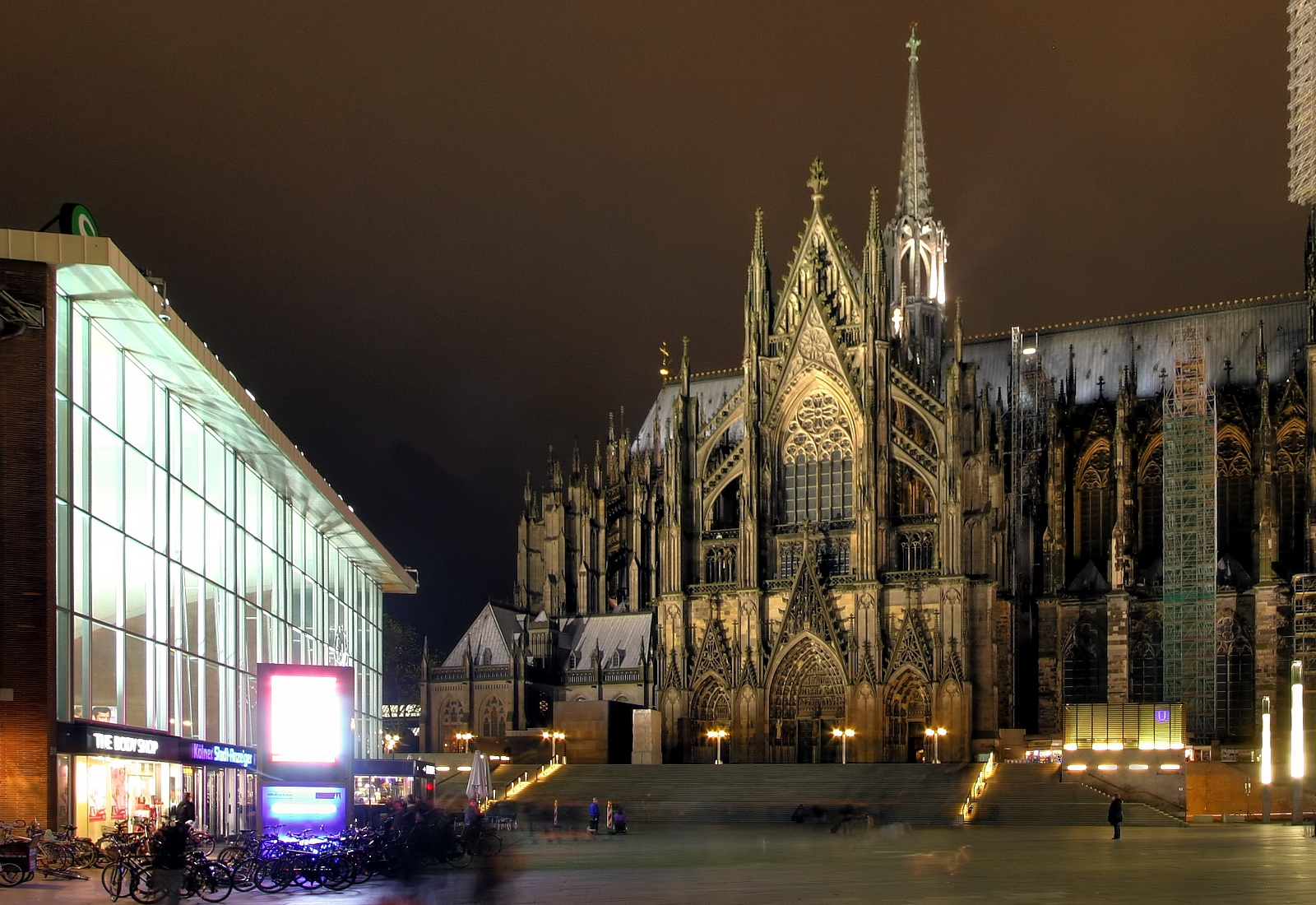
Der Platz vor dem Empfangsgebäude des Hauptbahnhofs Köln (links), nördlich vom Kölner Dom (2010)

In der Nacht vom 31. Dezember 2015 auf den 1. Januar 2016 kam es in Köln und anderen Orten zu sexuellen Übergriffen, die auch große nationale und internationale Beachtung erfuhren.
Das galt insbesondere für Übergriffe auf Frauen im Bereich des Kölner Hauptbahnhofs und des Kölner Doms durch Gruppen junger Männer vornehmlich aus dem nordafrikanischen und arabischen Raum. In vielen Fällen wurden sowohl Sexual- als auch Eigentums- und Körperverletzungsdelikte verübt. Es wurden in der folgenden Zeit ca. 1200 Strafanzeigen erstattet. Etwa die Hälfte betrafen auch Sexualdelikte. 290 Verdächtige konnten ermittelt werden, von denen 37 verurteilt wurden, davon zwei wegen sexueller Nötigung und einer wegen Grabschens.
Der Polizei und der Bundespolizei wurde vorgeworfen, sie habe die Lage nicht unter Kontrolle gehabt und in ersten Berichten beschönigend dargestellt. Bemängelt wurde auch eine späte und zunächst zurückhaltende mediale Berichterstattung.
Allgemein wird bei den Ereignissen des Jahreswechsels 2015/16 in der Stadt Köln von der Kölner Silvesternacht gesprochen.
Da der Begriff sexueller Übergriff erst am 10. November 2016 ins Strafgesetzbuch eingefügt wurde (vgl. unten), wird dieser Begriff hier nicht im heutigen juristischen Sinn verwendet; er kann sich sowohl auf andere Tatbestände des Sexualstrafrechts beziehen, als auch auf sexuelle Beleidigungen oder damals straflose Handlungen einschließlich sexueller Belästigung.

## Ereignisse in Köln

### Chronologie

#### Silvesternacht
Nach Polizeiangaben hatten sich beim Kölner Hauptbahnhof „auf dem Bahnhofsvorplatz sowie der angrenzenden Treppe zur Domplatte“ vor der Nordseite des Doms in den letzten Stunden des 31. Dezember 2015 „zeitweise mehr als 1000 Personen angesammelt. Dabei handelte es sich überwiegend um männliche Personen im Alter zwischen ca. 15 und 35 Jahren, die dem äußeren Eindruck nach aus dem nordafrikanischen/arabischen Raum stammten.“ Die Personen (im Jargon der Polizei Nordrhein-Westfalen „Nafris“ genannt) wurden von den Einsatzkräften als zum Großteil „stark alkoholisiert“ und „völlig enthemmt und aggressiv“ beschrieben. Schon vor Mitternacht hatte die Polizei den Bahnhofsvorplatz zeitweise geräumt, weil in der Menge Feuerwerkskörper gezündet wurden und nach polizeilicher Einschätzung eine Massenpanik drohte. Auf dem Vorplatz sowie im Innenbereich des Hauptbahnhofs und rund um den südlich an den Bahnhofsvorplatz angrenzenden Kölner Dom wurden überwiegend Frauen von unterschiedlich großen Gruppen von Männern umringt und dabei massiv sexuell belästigt, beleidigt oder sexuell genötigt und ausgeraubt. Die Opfer beschrieben später in Interviews, wie sie immer wieder und überall am Körper, vor allem zwischen den Beinen, angefasst worden seien und wie man versucht habe, ihnen die Kleidung auszuziehen, während die Täter gleichzeitig in die Taschen gegriffen hätten. Versuche, in dieser Situation Hilfe von der Polizei zu bekommen, seien gescheitert.
Der Einsatz der Polizei dauerte von 21:45 bis 7:30 Uhr. Dabei waren bis zu 143 Kölner Landespolizeibeamte und 70 Bundespolizisten im Einsatz. Erste Hinweise auf eine große Zahl schwerer Straftaten erhielt die Kölner Polizei nach eigenen Angaben gegen 1:00 Uhr. Die Polizei stellte in 71 Fällen die Personalien fest. Dabei wies sich der Großteil der Personen aus dem nordafrikanischen/arabischen Raum durch eine Meldebescheinigung des Bundesamts für Migration als Asylsuchender aus. Es gab zehn Platzverweise, fünf Festnahmen und elf Ingewahrsamnahmen.

#### Örtliche Situation

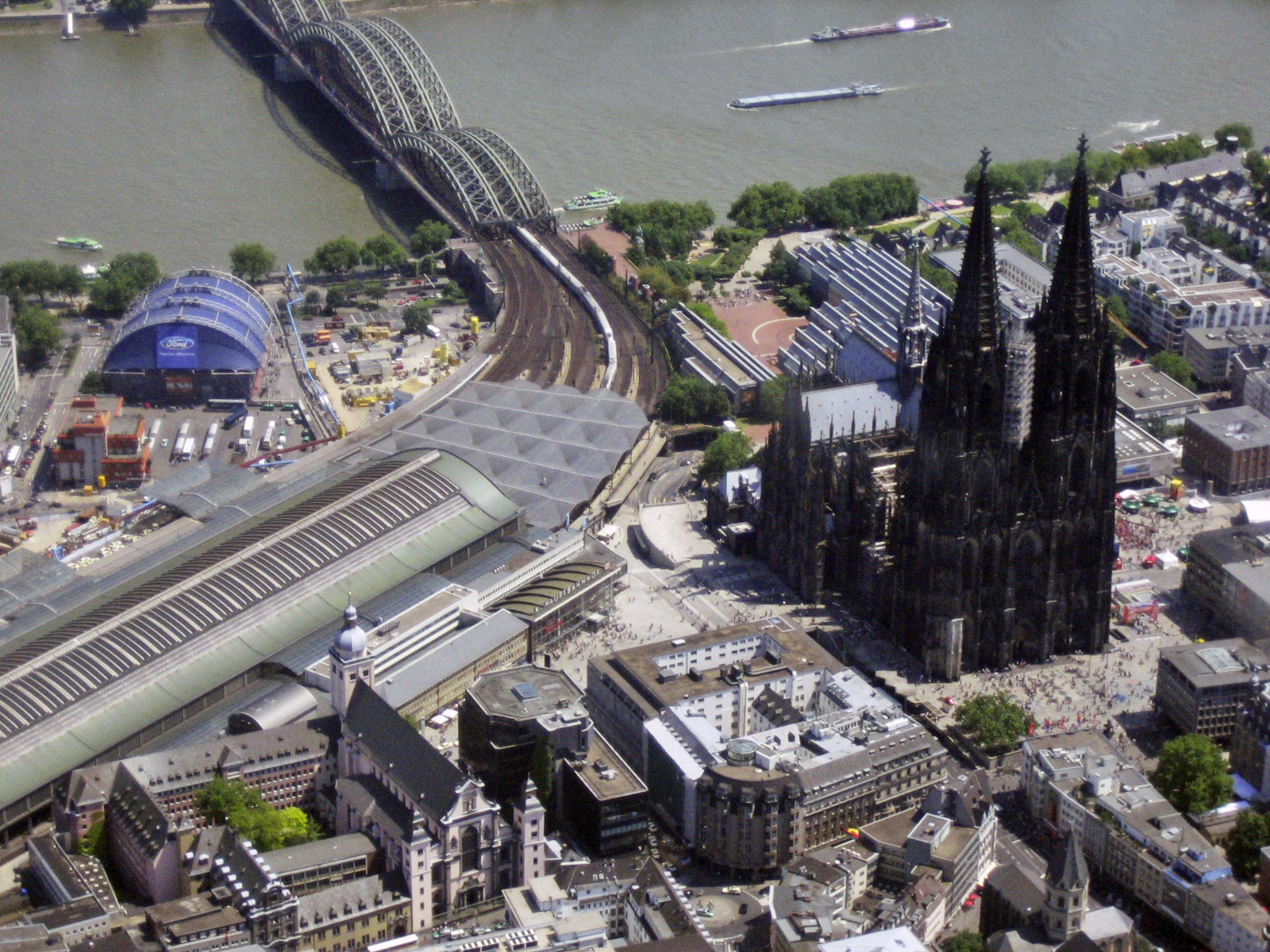
Bildmitte, von links: Kölner Hauptbahnhof, Bahnhofsvorplatz, Treppenstufen und Domplatte, Kölner Dom (2006)
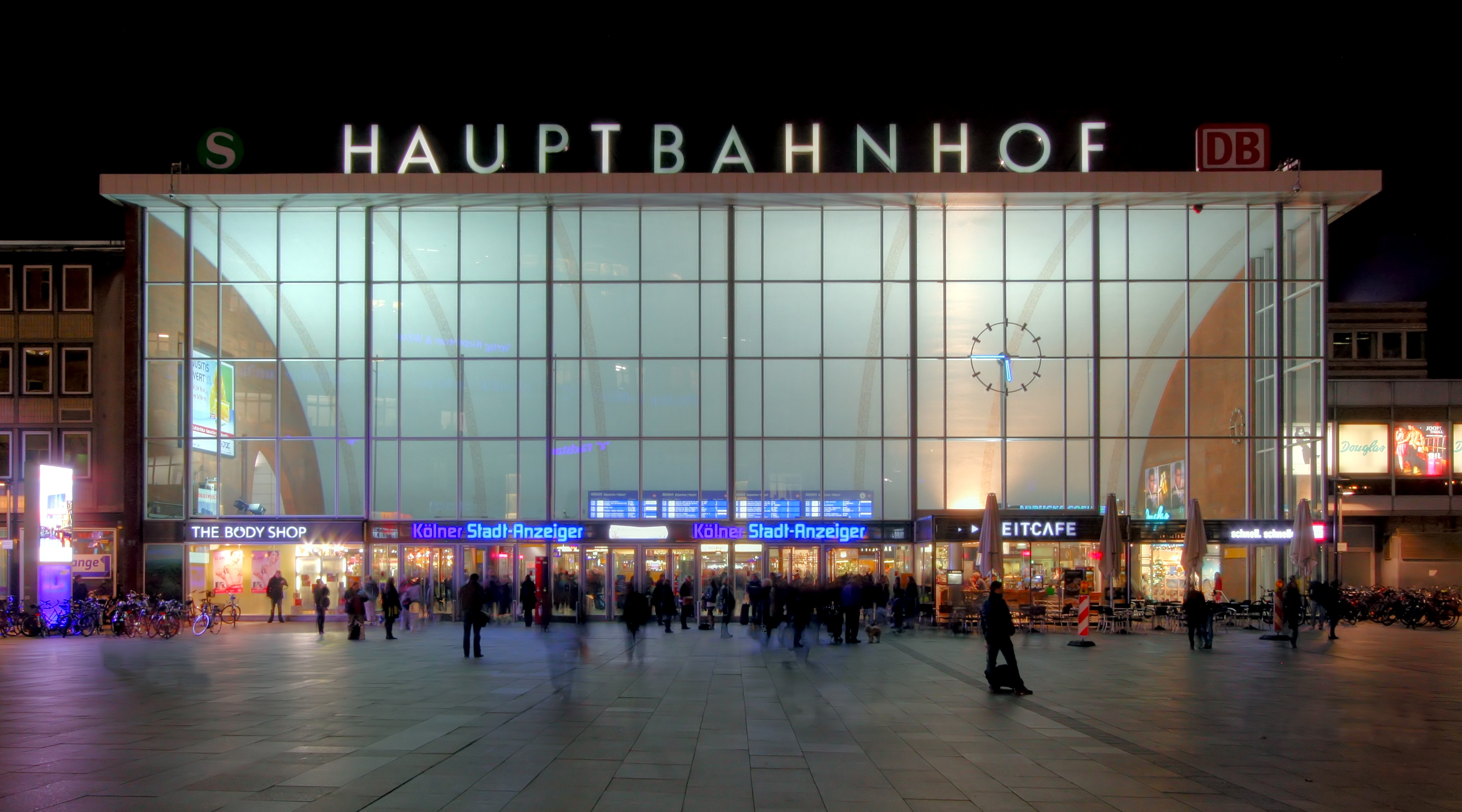
Bahnhofsvorplatz und Empfangsgebäude des Kölner Hauptbahnhofs bei Nacht (2010)
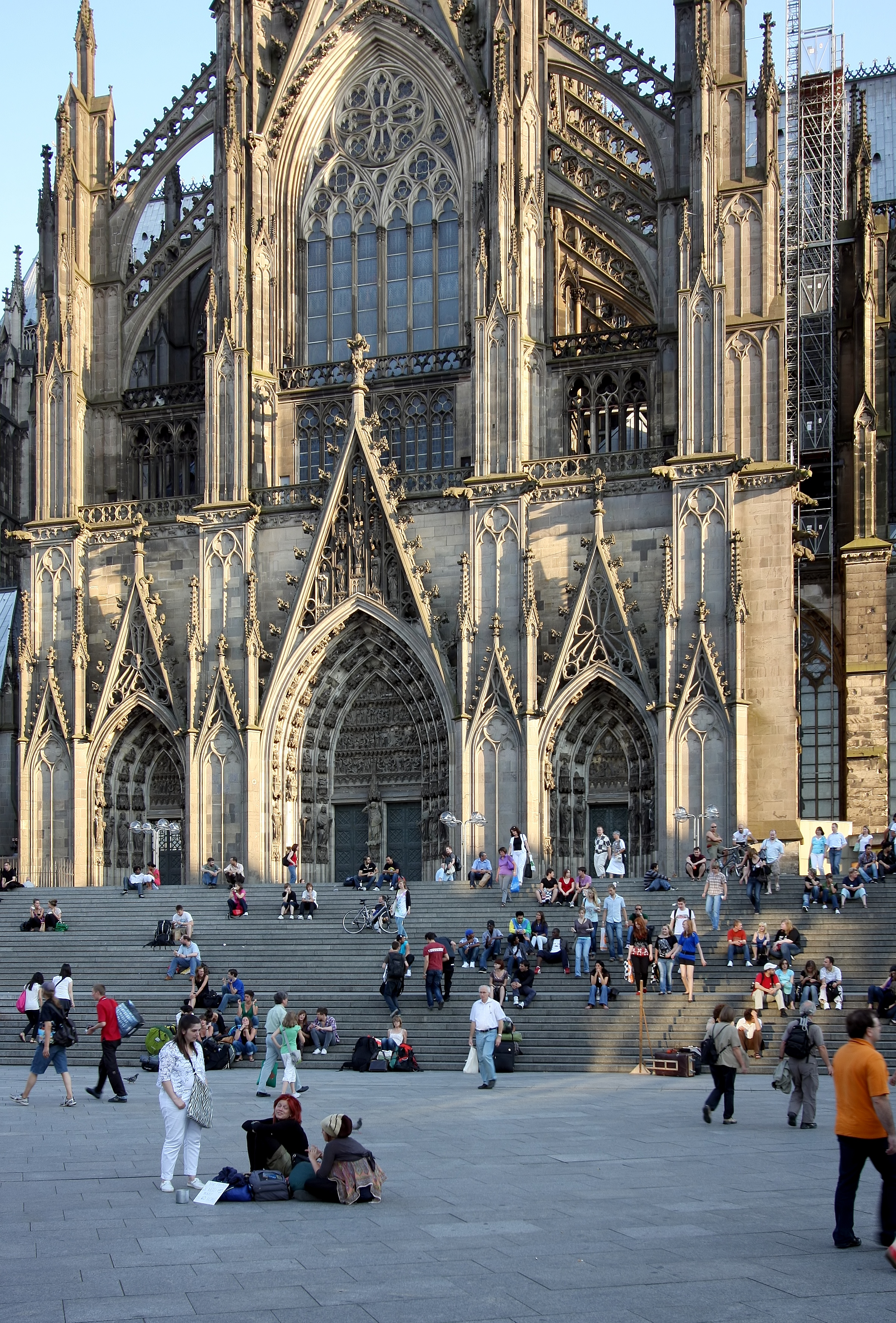
Treppenstufen vom Bahnhofsvorplatz zur Domplatte mit dem Nordeingang des Kölner Doms (2009)
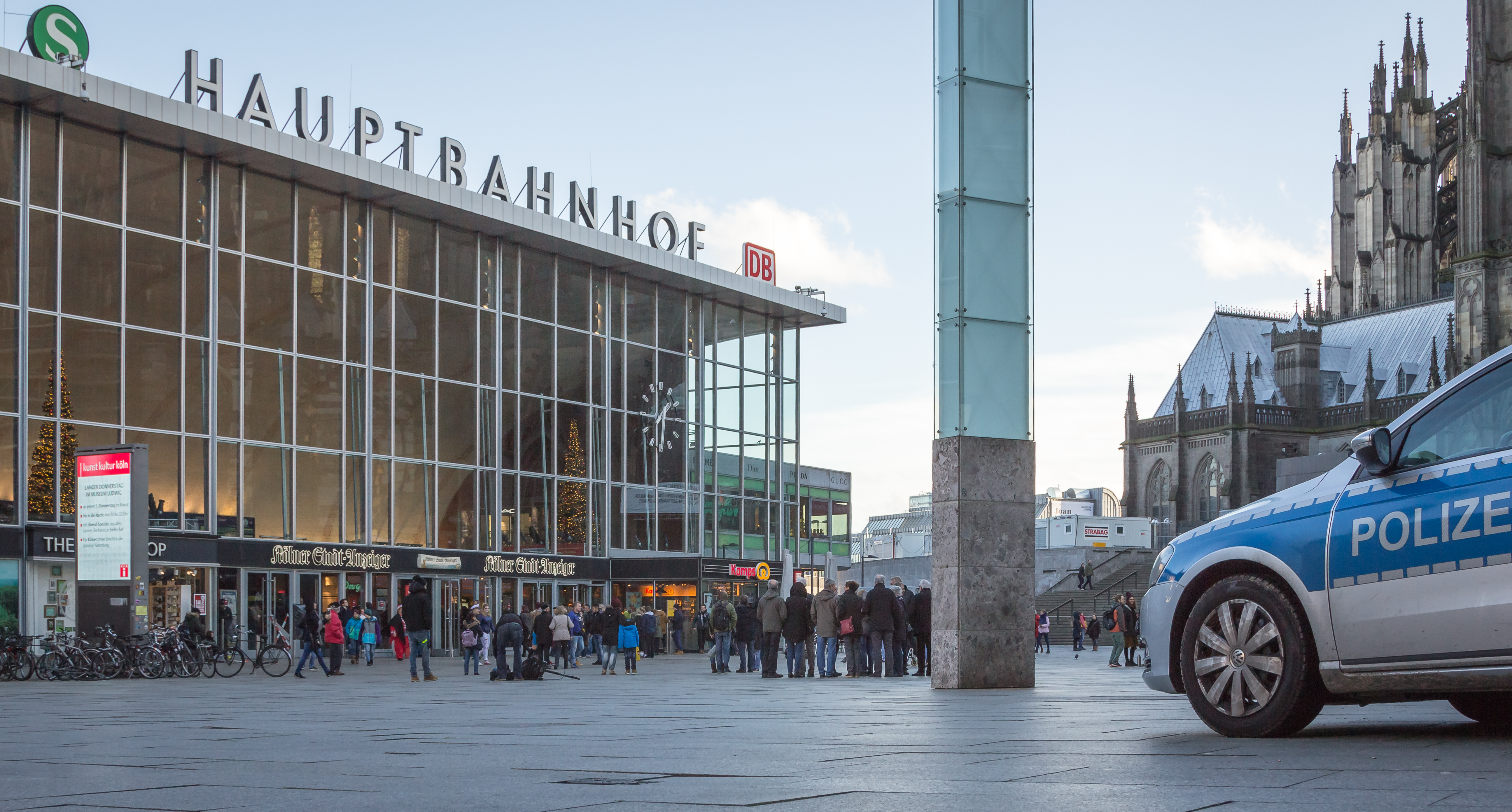
Von links: Empfangsgebäude, Bahnhofsvorplatz, Treppenstufen zur Domplatte, Kölner Dom (2016)

#### Pressemitteilungen der Polizei und Reaktionen von Opfern und Presse

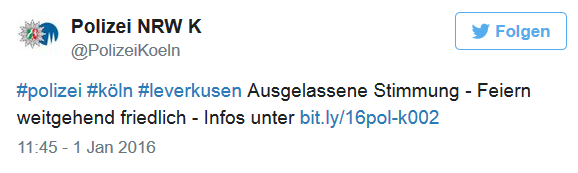
Tweet der Kölner Polizei vom Neujahrstag

Eine erste Pressemitteilung der Polizei Köln vom Neujahrsmorgen trug den Titel „Ausgelassene Stimmung – Feiern weitgehend friedlich“.
Gegen Mittag meldeten sich in der Facebook-Gruppe „Nett-Werk Köln“ erste Opfer und Augenzeugen der Übergriffe. Eine Journalistin des Kölner Stadt-Anzeigers nahm Kontakt zu einem der Opfer auf, das ihr von den Zuständen am Hauptbahnhof berichtete. Eine Polizeisprecherin erklärte dagegen auf Rückfrage, im Dienstcomputer nur eine einzige Straftat mit sexuellem Hintergrund finden zu können. Um 13.21 Uhr berichtete die Zeitung als erste über die Ereignisse: „Sexuelle Belästigung in der Silvesternacht – Frauen im Kölner Hauptbahnhof massiv bedrängt“. Im Laufe des Tages gingen bei der Redaktion weitere E-Mails von Zeugen und Opfern ein, die Polizei bestätigte die Darstellungen jedoch auch weiterhin nicht.
Am Vormittag des 2. Januar erhielt der Polizeireporter des Stadt-Anzeigers den Anruf eines hochrangigen Behörden-Mitarbeiters, der berichtete, die Polizei gehe intern, anders als öffentlich dargestellt, längst von gravierenden Straftaten aus. Mehr als 30 Opfer hätten bereits Anzeige erstattet, man gehe von mehr als 40 Tätern aus. Die Zeitung veröffentlichte die Informationen zeitnah. Am Nachmittag bestätigte die Polizei die neuen Informationen in einer Pressemitteilung, die über eine Serie von Übergriffen auf Frauen berichtete.

#### Presseerklärungen von Oberbürgermeisterin und Polizeipräsident

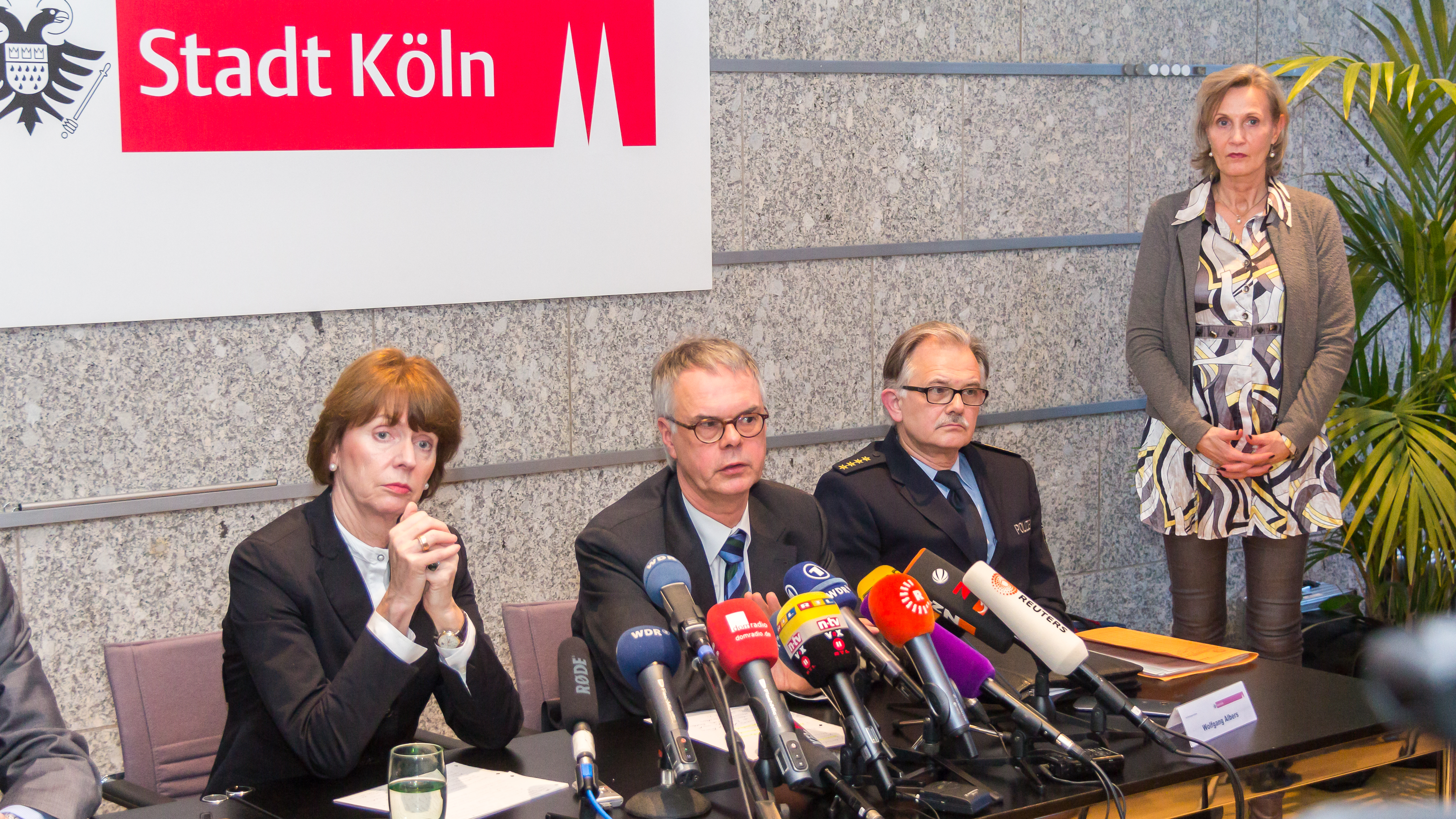
Pressekonferenz in Köln am 5. Januar, Oberbürgermeisterin Henriette Reker (links), Polizeipräsident Wolfgang Albers (Mitte)

Am 5. Januar fand eine gemeinsame Pressekonferenz der Kölner Oberbürgermeisterin Henriette Reker und des Kölner Polizeipräsidenten Wolfgang Albers statt. Dabei sagte Reker, die Behörden hätten keinerlei Hinweise darüber, dass es sich bei den Tätern um Flüchtlinge, die in Köln eine Unterkunft beziehen, handele. Entsprechende Vermutungen halte sie für „absolut unzulässig“. Über die tatsächliche Zahl der Täter und ihre Identitäten sei nichts bekannt. Albers erklärte, der Umstand von (zum damaligen Zeitpunkt) 90 Strafanzeigen bedeute nicht automatisch auch 90 Täter. Man habe derzeit keine Erkenntnisse über die Täter. Er räumte zudem Fehler ein. Die erste Auskunft am Neujahrstag sei falsch gewesen.
Am 8. Januar äußerte Reker in einer Presseerklärung, sie habe „Informationen insbesondere zur Herkunft von ermittelten Beteiligten aus der Gruppe der Täter“ erst aus der Presse erhalten, und kündigte Albers das Vertrauen auf, der kurz darauf in den einstweiligen Ruhestand versetzt wurde. Das nordrhein-westfälische Innenministerium widersprach dieser Darstellung: Albers habe Reker bereits am 2. Januar telefonisch über die bis dahin vorhandenen Erkenntnisse unterrichtet. Bei einer Pressekonferenz am 4. Januar habe die Polizei erklärt, „dass es sich bei der alkoholisierten Menschenmenge vornehmlich um Personen aus dem nordafrikanisch-arabischen Raum handelte“. Am 5. Januar habe Albers Reker dann erneut über den Stand der Erkenntnisse informiert. Ferner habe er öffentlich berichtet, dass sich unter den rund 70 von der Polizei kontrollierten Störern zwischen den etwa tausend Personen am Bahnhofsvorplatz viele mit einer „Bescheinigung über die Meldung als Asylsuchender“ ausgewiesen hatten. Rekers Angaben seien nicht nachvollziehbar.

### Verzögerte Berichterstattung

#### Regional und national
Erste Berichte über einzelne sexuelle Übergriffe am Kölner Hauptbahnhof gab es am 1. Januar 2016 in den Onlineausgaben der Kölnischen Rundschau, des Express, des Kölner Stadtanzeigers und in dem Regionalteil von Focus Online. Am 2. Januar folgte eine Meldung der Nachrichtenagentur dpa mit der Prioritätsstufe vier, die unter anderem von den Onlineausgaben der Süddeutschen Zeitung und RTL aufgegriffen wurde.
Eine breite überregionale Berichterstattung setzte dagegen erst am 4. Januar ein. Diese Verzögerung wird zum Teil damit begründet, dass während des verlängerten Neujahrswochenendes nur reduzierte „Feiertagsschichten“ in den Redaktionen tätig gewesen seien. Am 4. Januar thematisierte die Tagesschau (ARD) um 20 Uhr die Übergriffe, im Gegensatz zu Heute (ZDF). Der stellvertretende Chefredakteur Elmar Theveßen bezeichnete dies tags darauf als Fehler: „Die Nachrichtenlage war klar genug. Es war ein Versäumnis, dass die 19-Uhr-heute-Sendung die Vorfälle nicht wenigstens gemeldet hat.“ Man habe auf das Krisentreffen am Dienstag warten wollen, um Zeit für ergänzende Interviews zu gewinnen. Dies sei jedoch „eine klare Fehleinschätzung“ gewesen. Am 5. Januar um 19:20 Uhr gab es ein ZDF spezial mit dem Thema „Was geschah in der Silvesternacht?“ Am gleichen Tag um 23:05 Uhr brachte das Erste die Sondersendung „Gewaltexzesse in Köln“.
Einige Medien berichteten zunächst fälschlich, die Taten seien von 1000 Männern begangen worden. Tatsächlich wurden die Taten aus einer mehr als 1000-köpfigen, fast ausschließlich aus jungen Männern bestehenden Menge heraus begangen; die Zahl der Täter war kleiner.

#### Entschließung der Parlamentarischen Versammlung des Europarates
Die Parlamentarische Versammlung des Europarates führte am 28. Januar 2016 eine Dringlichkeitsdebatte und verabschiedete danach Entschließung Nr. 13961. Darin forderte sie die Mitgliedsstaaten u. a. dazu auf, Frauen vor häuslicher, aber auch öffentlicher Gewalt zu schützen und Täter konsequent zu verurteilen. Die Entschließung betonte auch, die Medien trügen „eine wichtige Verantwortung“, objektiv, rechtzeitig und wahrheitsgemäß über Tatsachen zu berichten, ohne einen Teil der Bevölkerung zu stigmatisieren. Sie sollten nicht „die Wahrheit vor der allgemeinen Öffentlichkeit verbergen, um politische Korrektheit zu gewährleisten.“ Parteiische, verspätete oder unausgewogene Berichterstattung über Straftaten könne „Verschwörungstheorien Vorschub leisten, Hass gegen einen Teil der Bevölkerung anheizen und zum Misstrauen gegenüber Behörden und Medien beitragen“.

#### Internationale Medien
Die New York Times und das Wall Street Journal berichteten auf ihren Titelseiten über die Ereignisse in Köln. Eine derartige mediale Präsenz deutscher Themen in US-amerikanischen Zeitungen ist – dem Tagesspiegel zufolge – sehr selten.
Der New-York-Times-Kolumnist Ross Douthat warnte vor den Konsequenzen einer schnellen, unkontrollierten Masseneinwanderung besonders junger Männer. Er empfahl Deutschland, die Grenzen für Neuankömmlinge zu schließen, gesunde Flüchtlinge abzuschieben und die liebgewonnene Illusion (fond illusion) aufzugeben, es könne sich durch waghalsige humanitäre Aktionen von Sünden der Vergangenheit reinwaschen. Er forderte den Rücktritt von Bundeskanzlerin Angela Merkel, damit ihr Land und der von ihm dominierte Kontinent keinen zu hohen Preis für ihren edelmütigen Irrsinn (high-minded folly) zahlen müsse.
Der BBC-Chefkorrespondent Gavin Hewitt notierte, die Dreistigkeit der Angriffe und das Gefühl eines machtlosen Staates würden die Opfer weiter verfolgen, vor allem aber sei Vertrauen verloren gegangen, der unerlässliche Kitt jeder Gesellschaft. Es gebe nun ein weit verbreitetes Misstrauen, die politische Elite sei den Menschen gegenüber nicht aufrichtig gewesen und verschweige die Wahrheit.

## Aufarbeitung

### Strafanzeigen und Tatverdächtige
Bis zum 10. Februar wurden 1054 Strafanzeigen wegen Vorfällen in der Kölner Innenstadt während der Silvesternacht aufgenommen. In 454 Fällen handelte es sich dabei um Sexualdelikte, darunter waren auch mindestens drei Anzeigen wegen Vergewaltigung. Zwei Drittel der Sexualdelikte und Diebstähle waren nach Auswertungen der Polizei im Hauptbahnhof und auf dem Bahnhofsvorplatz begangen worden, eine weitere auffällige Häufung von Delikten wurde im Bereich der Hohenzollernbrücke festgestellt. Mehr als hundert Anzeigen waren bereits bis zum Neujahrsmorgen eingegangen, ab dem 4. Januar war nach ersten Presseberichten ein massiver Anstieg der Anzeigen zu verzeichnen. Insgesamt ging die Polizei bis dahin von 1108 Opfern und Geschädigten aus.
Nach Angaben der Staatsanwaltschaft Köln waren bis Juni 2016 1.276 mutmaßliche Opfer bekannt. In Köln lagen 1.182 Anzeigen zur Silvesternacht vor, 497 davon wegen sexueller Übergriffe, die 648 Opfer betrafen. 284 Personen seien nach Anzeigenlage sowohl Opfer eines sexuellen Übergriffs als auch eines Eigentumsdelikts geworden. Es lagen fünf Anzeigen wegen vollendeter und 16 wegen versuchter Vergewaltigung vor.
Die Zahl der Anzeigen erhöhte sich bis Dezember 2017 auf 1.210. Von 354 namentlich bekannten Verdächtigen in 290 Ermittlungsverfahren galten 101 als Algerier, 91 als Marokkaner, 37 als Iraker, 29 als Syrer und 25 als Deutsche (eine Spezifizierung nach Deutsche ohne und mit Migrationshintergrund erfolgte nicht). 122 Verdächtige waren Asylsuchende, 52 lebten zur Tatzeit illegal in Deutschland. Bei den Übrigen war der Status ungeklärt.

### Polizeiliche Ermittlungen und Analyse des Bundeskriminalamtes

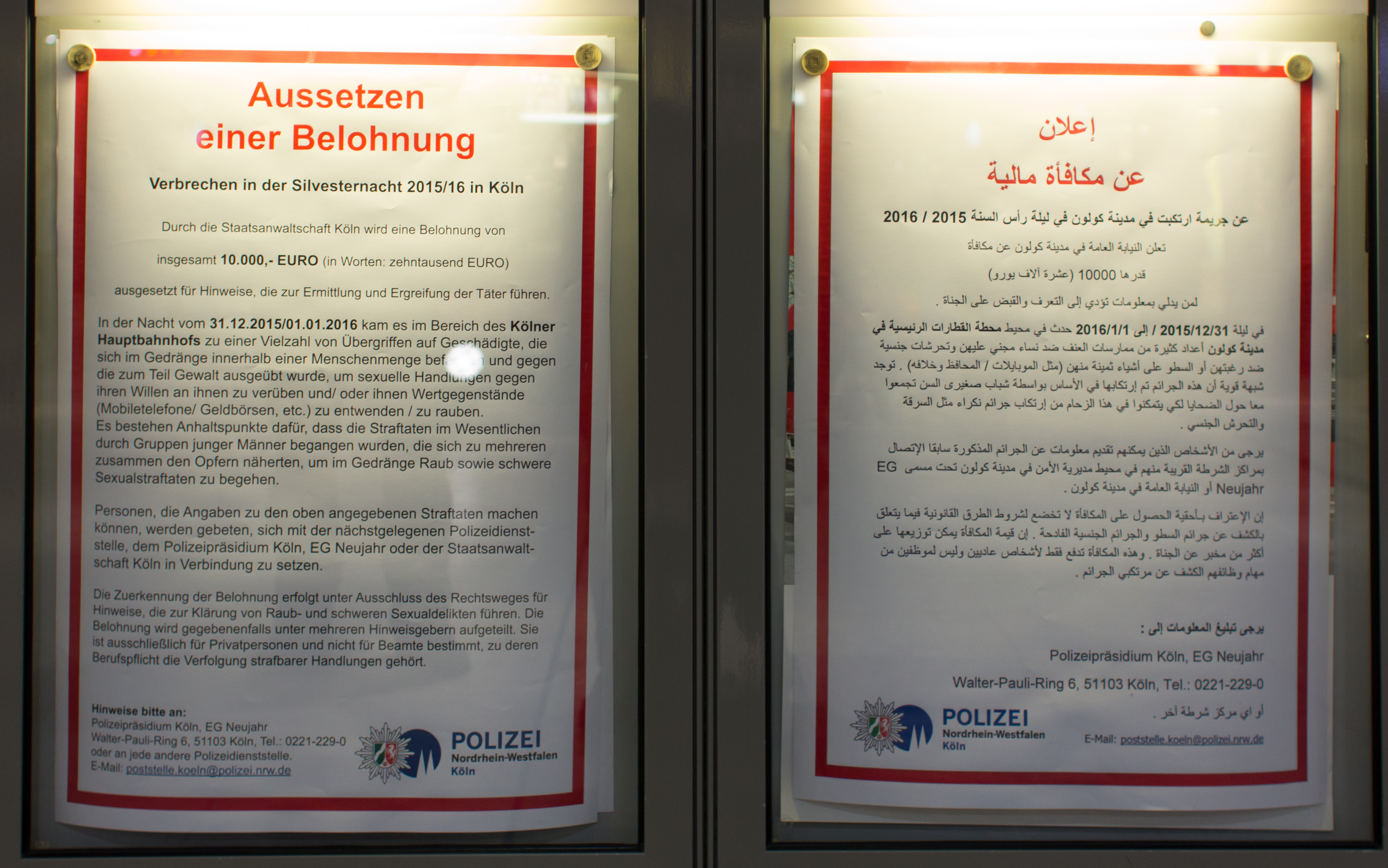
Fahndungsplakat in deutscher und arabischer Sprache, Staatsanwaltschaft Köln

Die Kölner Polizei gründete eine „Soko Neujahr“, zunächst mit 10, später (Stand 21. Januar 2016) mit 140 Ermittlungskräften, um die Vorfälle aufzuklären. Unter anderem wertete sie Handyvideos und Material aus Überwachungskameras aus. Sie erhielt bei der Auswertung des Videomaterials Unterstützung von Beamten des britischen Scotland Yard. Weiter sollte die Ermittlungskommission klären, ob sich die Männer über soziale Netzwerke organisiert hatten. Im März wurden von Zeugen und Opfern aufgenommene Aufnahmen als Fahndungsfotos eingesetzt. Des Weiteren wurden technische Ermittlungsmethoden zur Handyortung eingesetzt, um die Vielzahl an Handydiebstählen aufzuklären.
Nach einem vertraulichen Lagebericht des Bundeskriminalamtes von Anfang 2016 waren die Opfer überwiegend zwischen 18 und 24 Jahre alte Frauen. Die bis Ende Februar identifizierten 62 Beschuldigten seien überwiegend „Flüchtlinge/Asylbewerber und Personen mit Migrationshintergrund“ gewesen. Etwa 70 % von ihnen seien im Laufe des Jahres 2015 nach Deutschland gekommen. Zwei Drittel der Tatverdächtigen seien außerdem zuvor polizeilich in Erscheinung getreten. Es gebe keine belastbaren Hinweise für ein verabredetes Vorgehen. Stattdessen habe es sich um eine gruppendynamische Entwicklung gehandelt, die nach internationalen Forschungsergebnissen durch mehrere Faktoren begünstigt worden sein könnte. Dies seien insbesondere eine in nordafrikanischen und asiatischen Ländern stark verbreitete Form der Alltagsgewalt gegen Frauen – die das BKA durch Übernahme eines arabischen Ausdrucks für gemeinschaftliche sexuelle Belästigung als „Taharrush gamea“ zu benennen suchte –, eine andauernde Perspektivlosigkeit der Täter wegen fehlender Chancen auf Asyl und Arbeit, ein Gruppendruck des gegenseitigen Anstachelns, ein Gefühl der Anonymität und Straffreiheit sowie die Tatsache, dass ein Eingreifen der Sicherheitsbehörden nach außen hin nicht sichtbar war.
Im Januar teilte ein Sprecher der Staatsanwaltschaft Köln mit: „In einem Fall hat die Polizei festgestellt, dass die angezeigte Sexualstraftat so nicht stattgefunden hat.“ Eine ebenfalls erfundene Vergewaltigung eines 15-jährigen Mädchens in Mönchengladbach durch einen Mann mit Migrationshintergrund als Verdächtigen wird von einem Sprecher der Gewerkschaft der Polizei (GdP) in Zusammenhang mit den Vorkommnissen in Köln interpretiert: „Nach den Ereignissen in Köln wenig verwunderlich, dass es Trittbrettfahrer gibt.“

### Juristische Aufarbeitung
Nach Medienberichten vom 6. Januar 2016 wurden die Übergriffe von der Kölner Polizei und der Staatsanwaltschaft Köln als organisierte Kriminalität (OK) gewertet und die juristische Aufarbeitung deshalb von der OK-Abteilung der Kölner Staatsanwaltschaft übernommen. Zuvor hatte Polizeipräsident Albers erklärt, es gebe „keine Hinweise darauf, dass sich die Täter zu ihren Raubzügen und sexuellen Übergriffen auf Frauen in der Silvesternacht verabredet hätten“.
Im Januar 2016 wurden drei beteiligte nordafrikanische Asylbewerber wegen Diebstahls zu Bewährungsstrafen zwischen zwei und sieben Monaten und einer Jugendstrafe verurteilt.
Im April 2016 wurde am Bodensee ein mutmaßlicher Haupttäter festgenommen. Der 19-jährige Marokkaner soll zu einer Gruppe von 20 bis 30 Männern gehört haben, aus der heraus eine Frau sexuell belästigt und ein Mann bestohlen worden seien. Der Beschuldigte soll die Taten ermöglicht haben, indem er den Opfern den Fluchtweg versperrte. Ein Ladendetektiv hatte ihn beim Diebstahl von Lebensmitteln und Zigaretten beobachtet, ihn in die benachbarte Schweiz verfolgt und die Polizei alarmiert.
Bis März 2019 wurden 52 Verdächtige in 43 Verfahren angeklagt, von denen 37 abgeschlossen wurden. Die Tatvorwürfe betreffen bei sechs Angeklagten sexuelle Nötigung. Diese Täter wurden jeweils zu einem Jahr Jugendstrafe auf Bewährung verurteilt. Die übrigen Angeklagten mussten sich vor allem wegen Diebstahls und Hehlerei verantworten. Am härtesten bestraft wurde ein Täter, der wegen räuberischen Diebstahls zu einer Freiheitsstrafe von einem Jahr und zehn Monaten verurteilt wurde.
Viele Verfahren wurden eingestellt, weil kein Tatverdächtiger ermittelt werden konnte. Als Grund dafür sieht das BKA „Ermittlungshemmnisse“: Es habe kein geeignetes Bildmaterial gegeben, die Frauen konnten die Täter nur schlecht beschreiben. Außerdem konnte in vielen Fällen die Identität oder der Aufenthaltsstatus der Beschuldigten nicht geklärt werden, die Beschuldigten waren nicht auffindbar, oder das Bundesamt für Migration und Flüchtlinge (BAMF) und Ausländerbehörden beantworteten Anfragen der Ermittler zu langsam.

### Untersuchungsausschuss des Landtags NRW
Der Untersuchungsausschuss Silvester-Übergriffe des nordrhein-westfälischen Landtags, der die Vorgänge aufklären sollte, begann Anfang März 2016 mit ersten Zeugenvernehmungen. Dabei kam es teilweise zu widersprüchlichen Aussagen. Unter anderem wurde das Einsatzkonzept der Stadt Köln am Silvesterabend untersucht. Auch wurde zu erklären versucht, wie es zu der verharmlosenden Pressemitteilung des Kölner Polizeipräsidiums gekommen sei.
Anfang April wurden Vorwürfe publik, aus Reihen des Landesinnenministeriums sei darum gebeten worden, in der polizeilichen Pressemitteilung trotz gegenteiliger Erkenntnisse auf das Wort „Vergewaltigung“ zu verzichten. Dabei wurde eine interne Mail bekannt, in der ein Kriminalbeamter des Kölner Polizeipräsidiums seine Direktionsleiterin informierte, die Landesleitstelle der Polizei habe auf Wunsch des Innenministeriums telefonisch „die Streichung der Formulierung Vergewaltigung“ gefordert. Die Direktionsleiterin leitete den Vermerk an den Landeskriminaldirektor im Innenministerium weiter mit dem Hinweis, der besagte Anruf lasse sich aus der Landesleitstelle zurückverfolgen, man wisse jedoch in Köln nicht, wer angerufen habe.
Das Innenministerium wies Vermutungen von Medien zurück, es habe versucht, Meldungen zur Silvesternacht stornieren zu lassen oder Einfluss auf Formulierungen zu nehmen. Es habe lediglich „Abstimmungsgespräche“ zu Sachverhaltsdarstellung, strafrechtlicher Einordnung und polizeilichen Maßnahmen mit dem Kölner Polizeipräsidium gegeben. Dementiert wurden allerdings nur entsprechende Medienberichte, nicht jedoch die Darstellung in der Mail des Kölner Kriminalbeamten. Abgeordnete der Opposition im Landtag warfen Innenminister Ralf Jäger Vertuschung und „versuchte Manipulation von Polizeiberichten“ vor.
In einer Expertise für den Untersuchungsausschuss kam der Kriminalpsychologe Rudolf Egg nach Auswertung von 1020 Strafanzeigen zu der Einschätzung, die Täter der Silvesternacht hätten sich durch Mundpropaganda oder soziale Medien verabredet. Ein rein zufälliges Zusammentreffen der Täter könne man „vernünftigerweise“ ausschließen; dafür seien zu viele Männer zur selben Zeit am selben Ort gewesen. Die Mehrzahl sei nicht schon mit der festen Absicht nach Köln gekommen, Straftaten zu begehen. Die massenhaften Übergriffe wären vermutlich zu verhindern gewesen, wenn die Polizei bereits früh am Abend eingegriffen hätte. Als deutlich wurde, dass die Polizei nicht eingreife, hätten mehr und mehr Männer Übergriffe begangen. Egg verwies auf die Broken-Windows-Theorie.
Ende März 2017 legte der Landtagsausschuss einen 1352 Seiten umfassenden Abschlussbericht vor. Der Landtag NRW beriet am 5. April 2017 darüber.

## Ereignisse in weiteren Städten
Auch in anderen Städten kam es in der Silvesternacht zu Fällen, in denen aus Gruppen heraus Sexual- und Eigentumsdelikte begangen wurden. Im Entwurf eines Berichts schätzt das Bundeskriminalamt, dass deutschlandweit 881 Sexualdelikte an über 1200 betroffenen Frauen begangen worden seien. Es schätzt die Zahl der Täter auf ca. 2000. Jedoch konnten nur 120 Verdächtige ermittelt werden, von denen die meisten aus Nordafrika stammen.

### Hamburg

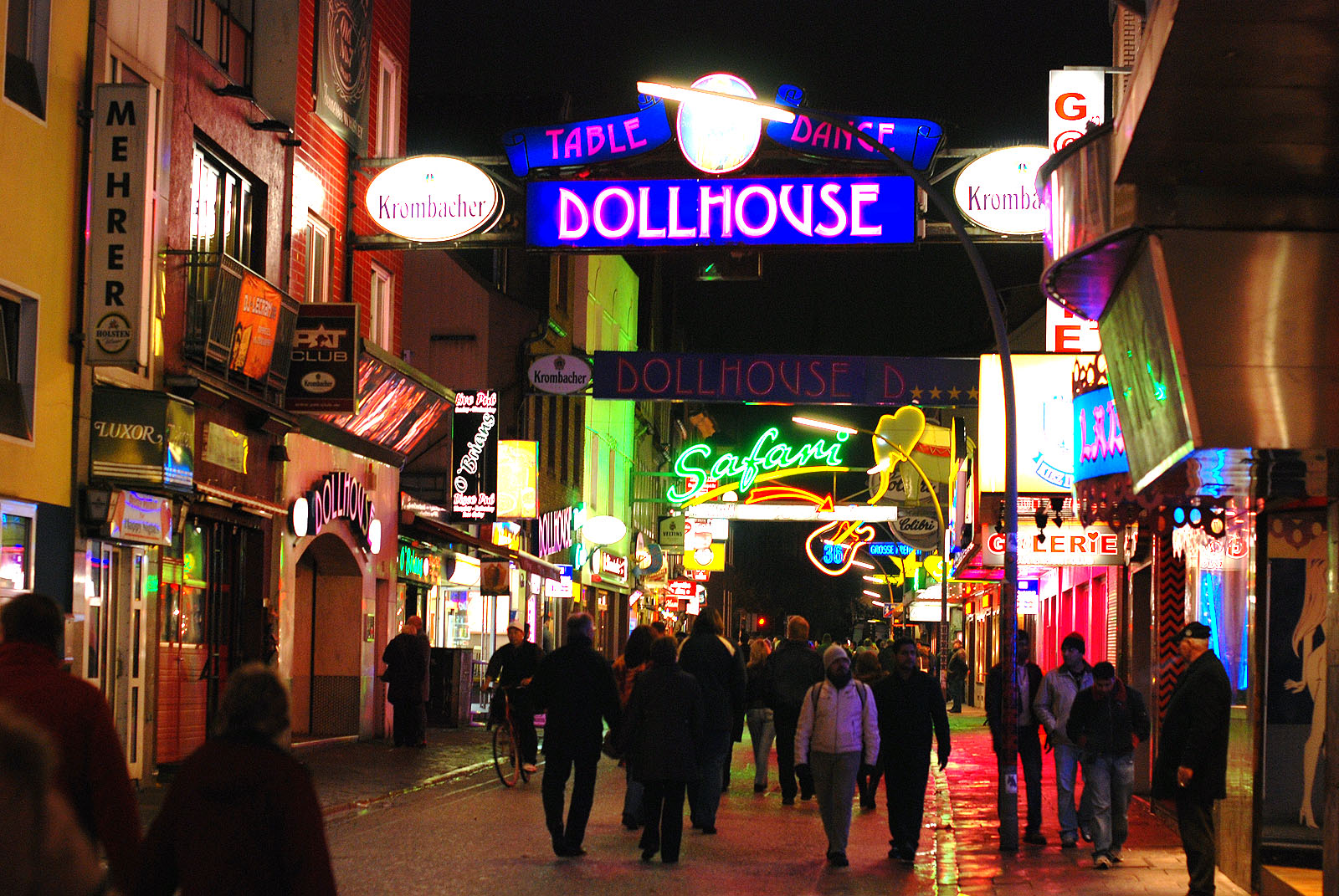
Große Freiheit in Hamburg bei Nacht (2009)

Nach Angaben der Hamburger Polizei kam es in der Silvesternacht in St. Pauli ebenfalls zu einer Reihe von Fällen, bei denen sexuelle Belästigungen und Raub zusammenfielen. Im Gedränge seien die Frauen von einem oder zum Teil mehreren Männern angegangen worden. Die Frauen seien an Brust oder Intimbereich berührt worden. Anschließend hätten sie festgestellt, dass ihnen Geldbörse, Handy oder Ähnliches fehlte. Der Polizeisprecher sagte: „Wir kennen das Antanzen als Taschendiebstahltrick, das, was an Silvester passiert ist, ist allerdings ein ungewöhnliches Phänomen.“ Die Opfer hätten die Täter überwiegend als „Südländer“, „Nordafrikaner“ oder als Menschen „mit dunklem Hautteint“ beschrieben. In Hamburg gab es laut Polizei 410 geschädigte Frauen. Insgesamt gingen 245 Strafanzeigen ein. In 4 Fällen wurde Anklage erhoben, wobei alle Angeklagten freigesprochen wurden und die Vorsitzende Richterin am Landgericht heftige Kritik an den Ermittlungsbehörden übte. Der Großteil der Taten ereignete sich im Bereich Große Freiheit, dazu kamen einige Vorfälle am Jungfernstieg.
Am 9. Februar 2016 hat das Landeskriminalamt Hamburg bundesweit zusammen mit örtlichen Polizeikräften mehrere Razzien durchgeführt, darunter neben Hamburg auch in Elmshorn, Eisenach, Eschershausen, Seevetal, Urbach und Verden (Aller). In Eschershausen wurde ein 22-jähriger Algerier in einer Flüchtlingsunterkunft verhaftet. Er wurde als Mittäter einer Vergewaltigung und eines Raubes während der Silvesternacht verdächtigt.

### Bielefeld
Bundesweit berichteten Medien nach den Ereignissen in Köln über ähnliche Vorkommnisse auch in Bielefeld, wo es ebenfalls zu sexuellen Übergriffen und Trickdiebstählen durch „Antanzen“ gekommen sein soll. So hätten sich am „Bielefelder Boulevard“, einer beliebten Ausgehmeile in Bahnhofsnähe, in der Silvesternacht je nach Darstellung „bis zu 150 Zuwanderer“ bzw. „bis zu 500“ gewaltbereite Männer versammelt, die mehrfach versucht hätten, sich mit Gewalt Zugang zur Diskothek Elephant Club zu verschaffen. Frauen seien belästigt und im Intimbereich berührt worden und hätten laut dem Chef des Disko-Sicherheitsdienstes „nur unter Anwendung körperlicher Gewalt“ befreit werden können. Die Polizei habe dem Club wiederholt bei der Durchsetzung des Hausrechts helfen müssen, wobei „die Aggressivität der beteiligten Männer gegenüber den Sicherheitsdiensten erheblich“ gewesen sei. In späteren Berichten sprach die offizielle Darstellung einer eigens eingerichteten 20-köpfigen polizeilichen Ermittlergruppe allerdings nur noch von 50 bis 60 Migranten, welche von Türstehern gewaltsam daran gehindert werden mussten, den Elephant Club zu betreten; fünf Frauen hätten Strafanzeige erstattet, einmal wegen sexueller Nötigung und viermal wegen „Beleidigung auf sexueller Basis“. Alle Frauen beschrieben die Täter als „Männer mit Migrationshintergrund“, und auch den Türstehern sei der Migrationshintergrund der Männer „offensichtlich“ gewesen sei, so eine Polizeisprecherin.
Ende Januar wurden auf dem Bielefelder Boulevard drei Marokkaner festgenommen, denen im Zusammenhang mit den Ereignissen am Eingang zum Elephant Club Hausfriedensbruch vorgeworfen wird; entsprechende Strafanzeigen seien erhoben worden. Zugleich wurde bekannt, dass am 24. Januar 2016 im Zentrum Bielefelds eine teilweise mit Schlagwaffen und Pyrotechnik ausgerüstete Gruppe von 67 Türstehern, Hooligans und Rockern eingekesselt wurde, welche als „»Hooligan-Bürgerwehr« mit ihrem öffentlichen Auftreten ein Zeichen gegen die Bielefelder Täter aus der Silvesternacht setzen“ wollte; ein Teil der Männer sei wegen Gewaltdelikten und rechtsgerichteten Straftaten polizeibekannt gewesen, während nur 18 von ihnen direkt aus Bielefeld kämen.
Am 4. Februar 2016 veröffentlichte die zuständige Ermittlungsgruppe der Polizei Bielefeld einen Bericht zum vorläufigen Ermittlungsstand in Bezug auf die Ereignisse in der Silvesternacht. Demnach werde insgesamt 20 Strafverfahren nachgegangen, von denen fünf mit Sexualstraftaten (viermal Beleidigung auf sexueller Basis, einmal sexuelle Nötigung), drei mit Körperverletzung und die restlichen mit Diebstahldelikten in Zusammenhang stünden. Den Ermittlungen zufolge „hielten sich in Spitzenzeiten 150–200 Personen mit Migrationshintergrund“ am Boulevard auf, während sich diese Gesamtzahl „aus unterschiedlichen Kleingruppen“ zusammensetzte. Dreimal hätten Migrantengruppen, „in der Spitze 50–60 Personen“, versucht, „in Diskotheken zu gelangen und Türsteher zu überlaufen“. In der Gesamtbetrachtung läge das Deliktaufkommen in der Silvesternacht am Boulevard „oberhalb der bisherigen Erfahrung von vorausgegangenen Silvesternächten, entsprach aber nicht der teilweise in der Öffentlichkeit dargestellten Dramatik“. Der Bericht nennt zur Unterstützung dieser Bewertung, dass der Polizei Sachverhalte, die als Sexualstraftaten bewertet wurden, erst nach Aufforderung durch die Medien angezeigt wurden; zudem seien trotz polizeilichem Aufruf bis zum Zeitpunkt des Zwischenberichts der Polizei keine Videos oder Bilder zu den Vorkommnissen in der Silvesternacht zur Verfügung gestellt worden.

### Stuttgart
In der Innenstadt hat an Silvester gegen 23:30 Uhr eine Gruppe von 15 männlichen Personen beim Königsbau zwei 18-jährige Frauen umzingelt, ausgeraubt und im Fortgang sexuell belästigt. Als Reaktion auf einen Zeugenaufruf der Polizei meldeten sich weitere mutmaßliche Opfer, die laut Stuttgarter Polizei angaben, Ähnliches erlebt zu haben. Der Übergriff auf die beiden Frauen sei nach Einschätzung der Staatsanwaltschaft nicht mit den Attacken am Kölner Hauptbahnhof vergleichbar. Die Vorfälle in beiden Städten unterschieden sich laut dem Landeschef der Gewerkschaft der Polizei stark in ihren Dimensionen. Die bisher bekannten Opfer stammen aus Stuttgart, Ulm und Konstanz. Da die Strafanzeigen teilweise nicht zeitnah, sondern erst nach der Rückkehr an den Heimatort erstattet wurden, gestalteten sich die Ermittlungen schwieriger.

### Frankfurt am Main
In Frankfurt am Main meldeten drei Frauen, dass sie um 0:20 Uhr in der Nähe des Eisernen Steges durch eine Gruppe von zehn jungen Männern bedrängt und massiv unsittlich berührt wurden. Einem der Opfer sei laut Strafanzeige ein Handy gestohlen worden. Es habe sich um „Nordafrikaner“ gehandelt. Die Männer hätten schlechtes Englisch mit arabischem Akzent gesprochen. Eine andere Frau meldete, sie sei bereits um 23 Uhr mit drei weiteren Frauen ebenfalls auf dem Eisernen Steg von drei Männern bedrängt und unsittlich berührt worden.

### Nürnberg und Umgebung
Aus Nürnberg wurden vier Übergriffe in der Silvesternacht aktenkundig. In der Karolinenstraße bedrängten etwa 20 männliche Personen, laut Aussagen der Geschädigten nordafrikanischen Aussehens, vier Frauen im Alter von 23 bis 34 Jahren aus sexuellen Motiven. Weitere Fälle wurden aus dem Hauptbahnhof, der Königstraße, beim Neuen Museum und aus Ansbach (drei Opfer) bekannt.

### Außerhalb Deutschlands
Ähnliche sexuelle Übergriffe, jedoch in deutlich geringerem Ausmaß als in Köln, wurden aus Salzburg, Zürich und aus Helsinki berichtet.
Nordeuropa
Die finnische Polizei konnte durch vorherige Hinweise und Ingewahrsamnahmen und starke Präsenz vor Ort möglicherweise geplante Übergriffe verhindern. Insgesamt gab es bis zum 8. Januar drei Anzeigen. Die Polizei bezeichnete die Art der Übergriffe als ein für Finnland „komplett neues Phänomen“. In der südschwedischen Stadt Kalmar wurden Frauen ähnlich wie in Köln von Männergruppen eingekreist und angefasst.
Schweiz
In Zürich erstatteten 18 Frauen Anzeige gegen unbekannt. Sie gaben an, bestohlen und teilweise massiv sexuell bedrängt worden zu sein. Sie seien in der Menschenmenge von mehreren Männern mit dunkler Hautfarbe angegangen worden. Da die Staatsanwaltschaft keine möglichen Täter identifizieren konnte, stellte sie das Verfahren im Juli 2016 ein.

## Reaktionen

### Polizei
Die Situation, in der sich die Polizei bei ihrem Einsatz vor dem Kölner Hauptbahnhof befand, bezeichnete ein leitender Polizeibeamter der Bundespolizei in einem internen Bericht als „chaotisch und beschämend“. Als eines der Hauptprobleme für die Überforderung der Beamten nennt der Autor zu wenig Personal und Schwächen bei der Ausrüstung. Im Gegensatz zur internen Beurteilung durch die Bundespolizei behauptete der Kölner Polizeipräsident Wolfgang Albers, die Polizei sei „ordentlich aufgestellt“ gewesen.
Die Kölner Polizei habe bei der Planung der Silvesternacht nur zwei der drei angeforderten Einsatzzüge erhalten, so der Sprecher des nordrhein-westfälischen Landesamts für Zentrale Polizeiliche Dienste (LZPD). An anderen Orten hätten aber drei weitere Züge einer Einsatz-Hundertschaft mit insgesamt 114 Beamten bereitgestanden, die kurzfristig nach Köln hätten verlegt werden können. Noch am Einsatztag selbst hätte die Kölner Polizei weitere Kräfte anfordern können: Die Leitstelle in Duisburg habe die ganze Nacht Kontakt gehalten und, als die Situation am Hauptbahnhof immer kritischer wurde, Unterstützung angeboten, welche die Kölner Kollegen abgelehnt hätten. Dementgegen berichteten Beamte, die rund um den Bahnhof im Einsatz gewesen waren, dass sie in der Nacht mehrmals verzweifelt, aber vergeblich um zusätzliche Kräfte gebeten und Unterstützung angefordert hätten.
Laut Recherchen des Kölner Stadt-Anzeigers war der Kölner Polizeiführung schon in der Silvesternacht klar, dass es sich bei der Personengruppe, aus der heraus die Straftaten verübt wurden, nicht nur um „Antänzer-Trickdiebe“, sondern auch um Männer aus Syrien, dem Irak und Afghanistan handelte, die erst seit kurzem in Deutschland lebten. Der verantwortliche Dienstgruppenleiter soll in der WE-Meldung (WE = „wichtiges Ereignis“) zum Silvestereinsatz entgegen dem Drängen des Einsatzleiters mit der sinngemäßen Begründung, dies sei „politisch heikel“, die Herkunft der kontrollierten Männer bewusst verschwiegen haben. Polizeipräsident Albers erhielt am Neujahrsmorgen Kenntnis von der WE-Meldung. Der Chefredakteur Peter Pauls kritisierte, die Polizeiführung habe sich aufgeführt wie ein Verhörter, der nie mehr aussage, als er wirklich müsse. Erst allmählich sei klar geworden, dass die Pressemitteilung der Polizei vom Neujahrsmorgen über „friedliche Feiern“ nicht der Wahrheit entspreche: „Montagabend war mir schlagartig klar, dass die Polizeiführung uns verlädt.“ Laut dem Kölner Stadt-Anzeiger folgte die Polizei in ihrer Informationspolitik einer Vorgabe der NRW-Innenministeriums aus dem Jahr 2008. In einem für alle Polizeibehörden bindenden Runderlass mit dem Titel „Leitlinien für die Polizei des Landes NRW zum Schutz nationaler Minderheiten vor Diskriminierungen“ hatte das Ministerium die Polizeibehörden angewiesen, im internen wie externen Gebrauch jede Begrifflichkeit zu vermeiden, die von Dritten zur Abwertung von Menschen missbraucht beziehungsweise umfunktioniert oder in deren Sinne interpretiert werden kann, außer wenn im Einzelfall ein überwiegendes Informationsinteresse oder ein Fahndungsinteresse dazu besteht.
Am 8. Januar wurde Polizeipräsident Wolfgang Albers von NRW-Innenminister Ralf Jäger in den einstweiligen Ruhestand versetzt. Ihm wurde vorgeworfen, die Öffentlichkeit nach den Übergriffen nicht rechtzeitig informiert und Informationen unter anderem über die Herkunft der Verdächtigen zurückgehalten zu haben. „Auf die Frage des FDP-Abgeordneten Marc Lürbke, ob er sich als Bauernopfer fühle, mit dem das Innenministerium aus der Schusslinie genommen werden sollte, antwortete Albers mit einem Verweis auf das Alte Testament. Nachdem er im 3. Buch Mose nachgelesen habe, was es mit dem Sündenbock auf sich habe, habe er festgestellt: ‚Da ist wahrscheinlich was dran, ja.‘“

### Politik

#### Hamburg
Olaf Scholz, damals Bürgermeister in Hamburg, verurteilte die Vorfälle. Er kündigte an, die Täter müssten mit aller Härte des Gesetzes rechnen. Er sei froh, dass die Vorfälle öffentlich wurden und sich dadurch mehr Frauen ermutigt fühlten, Anzeige zu erstatten. Scholz führte an, dass Hamburg in den zurückliegenden Jahren die Polizei personell verstärkt habe.

#### Nordrhein-Westfalen
Henriette Reker (parteilos), Oberbürgermeisterin von Köln, erklärte gegenüber dem Kölner Stadt-Anzeiger, die Vorfälle seien „ungeheuerlich“. Es könne nicht angehen, dass Köln-Besucher Angst haben müssten, überfallen zu werden. „Wir können nicht tolerieren, dass hier ein rechtsfreier Raum entsteht.“ Reker rief Vertreter von Polizei und Ordnungsamt zu einem Krisentreffen. Gesprochen wurde über Präventionsmaßnahmen, um Vorfälle dieser Art künftig zu verhindern. Neu ist die Regelung, dass künftig auch bei Großveranstaltungen ohne offiziellen Veranstalter Sicherheitskonzepte vorliegen sollen. Es soll einen „Verhaltenskatalog“ für junge Frauen und Mädchen geben. Zu dessen Regeln gehöre es, zu Fremden „eine Armlänge Distanz“ zu halten, die eigene Gruppe nicht zu verlassen, notfalls andere Personen um Hilfe zu bitten, als Zeuge einzugreifen oder die Polizei zu informieren. Auch solle es Verhaltensregeln für Karnevalisten „aus anderen Kulturkreisen“ geben. Rekers „Verhaltensregeln“ für Frauen wurden, von den sozialen Medien ausgehend, als Opferbeschuldigung scharf kritisiert.
Ministerpräsidentin Hannelore Kraft (SPD) verlangte von Justiz und Polizei ein konsequentes Vorgehen.
Innenminister Ralf Jäger (SPD) erklärte gegenüber dem Kölner Express: „Wir nehmen es nicht hin, dass sich nordafrikanische Männergruppen organisieren, um wehrlose Frauen mit dreisten sexuellen Attacken zu erniedrigen.“ Es sei notwendig, dass die Polizei konsequent ermittle und zur Abschreckung Präsenz zeige. Man werde alles dafür tun, dass sich ein solcher Vorfall zu Karneval nicht wiederhole.
Der Innenexperte der CDU-Landtagsfraktion, Gregor Golland, kritisierte den Polizeipräsidenten. Die Ereignisse in der Silvesternacht zeigten, dass er „die Lage in Köln definitiv nicht im Griff“ habe. Die Kölner Grünen zogen eine Parallele zum Gewaltausbruch bei der Demonstration „Hooligans gegen Salafisten“ am Hintereingang des Kölner Hauptbahnhofs im Herbst 2014. Auch da hätte die Polizei die Ereignisse nicht in den Griff bekommen, kritisieren die Fraktionsvorsitzende Kirsten Jahn und Fraktionsgeschäftsführer Jörg Frank.
Mit einem Gastbeitrag „Der Albtraum von Köln“ im Kölner Stadtanzeiger vom 29. Dezember 2020 bat der Ministerpräsident des Landes NRW, Armin Laschet, die 661 Opfer sexueller Straftaten jener Nacht um Verzeihung und gestand Versäumnisse des Staates beim Schutz seiner Bürgerinnen und Bürger ein: „Frauen wurden vom Staat im Stich gelassen.“ Er räumte darin auch die „bittere Bilanz“ ein, dass nur drei Männer wegen sexueller Gewalt verurteilt wurden.

#### National

##### Allgemeine Beurteilung
Am 5. Januar rief Bundeskanzlerin Merkel die Kölner Oberbürgermeisterin Henriette Reker an. Sie zeigte sich empört über diese „widerwärtigen Übergriffe und sexuellen Attacken“, die nach einer harten Antwort des Rechtsstaats verlangten. Es müsse alles daran gesetzt werden, die Täter schnell und vollständig zu ermitteln und zu bestrafen.
Bundesinnenminister Thomas de Maizière (CDU) verurteilte die Vorfälle als „abscheulich und nicht hinnehmbar“; die offensichtliche Beteiligung von Menschen mit Migrationshintergrund an den Taten dürfe aber „nicht dazu führen, dass nun Flüchtlinge gleich welcher Herkunft, die bei uns Schutz vor Verfolgung suchen, unter einen Generalverdacht gestellt werden“.
Bundesjustizminister Heiko Maas (SPD) sprach von einer „neue[n] Dimension der organisierten Kriminalität“. Gegenüber den Medien erklärte er: „Wenn tausend Menschen sich zu einer enthemmten Horde zusammen finden und das offenbar so geplant war, dann ist das nicht weniger als ein zeitweiliger Zivilisationsbruch“.
Die ehemalige Bundesministerin Kristina Schröder (CDU) forderte dazu auf, „gewaltlegitimierende Männlichkeitsnormen in muslimischer Kultur“ zu diskutieren. Man dürfe das Thema „der Gewaltbereitschaft vieler junger muslimischer Männer auf keinen Fall totschweigen.“ Das Frauenbild vieler muslimischer Männer, so Schröder weiter, könne als mögliche Ursache für die Attacken in der Silvesternacht zu sehen sein. „In dieser Vorstellung gilt es dann als legitim, sich Frauen, die sich nicht dieser Vorstellung einer ehrbaren Frau unterwerfen, auch unehrenhaft zu nähern.“ Auch Julia Klöckner (CDU) forderte eine Debatte über „muslimische Männlichkeitsnormen“.
Volker Beck (Die Grünen) forderte von den Sicherheitsbehörden eine selbstkritische Analyse und warnte zugleich „vor einer Instrumentalisierung dieser schlimmen Taten für rassistische Zwecke“. Der Oberbürgermeister von Tübingen Boris Palmer verwies darauf, dass das Rechtssystem eine Lücke habe, so dass Kleinkriminelle im Flüchtlingsverfahren praktisch nichts zu befürchten hätten.
Im ersten Bericht des parlamentarischen Untersuchungsausschusses (PUA) des Landtag wird festgestellt: „Die Übergriffe haben das Vertrauen in die rechtsstaatliche Handlungs- und Gefahrenabwehr fähigkeit massiv erschüttert.“

##### Kritik an Medien
Der frühere Bundesinnenminister Hans-Peter Friedrich (CSU) erhob schwere Vorwürfe insbesondere gegen die gebührenfinanzierten öffentlich-rechtlichen Medien und sprach von einem „Schweigekartell“. Es gebe offenbar „Nachrichtensperren“, sobald es um Vorwürfe gegen Ausländer gehe. Es sei jedoch Aufgabe des Journalismus zu beschreiben, was wirklich passiere, und nicht zu filtern, was man der Bevölkerung zumuten könne und was nicht. Auch CSU-Generalsekretär Andreas Scheuer kritisierte die Berichterstattung. Man dürfe den gesellschaftlichen Zusammenhalt nicht durch falsch verstandene Vorsicht aufs Spiel setzen, die Menschen wollten Wahrheit und Klarheit in der Berichterstattung.

##### Forderung nach Abschiebungen
De Maizière sprach sich dafür aus, die Ausweisung straffällig gewordener Asylbewerber zu erleichtern und darüber zu reden, die Regel zu ändern, nach der nur eine Freiheitsstrafe von drei Jahren oder mehr sich auf das Asylverfahren auswirke.
Der Verfassungsrechtler und frühere Bundesverteidigungsminister Rupert Scholz fordert mehr Prävention und eine Stärkung des Rechtsstaats. Scholz sieht ein wachsendes „Gefahrenpotenzial für die öffentliche Sicherheit“ durch die eine Million Flüchtlinge. Nach geltendem Recht können nach Scholz Ausländer schon ausgewiesen werden, „wenn sie nur eine Gefahr für die öffentliche Sicherheit und Ordnung darstellen, und zwar auch solche, deren Aufenthaltsstatus bereits anerkannt ist“ – dazu bedürfe es keiner Verschärfung des Aufenthaltsgesetzes, sondern nur dessen konsequenter Anwendung.
Die Ereignisse in Köln und anderen Städten spiegelten sich in den Ergebnissen der Klausurtagungen von SPD und CDU am Jahresanfang. Die SPD forderte in ihrem Beschlusspapier „Öffentliche Sicherheit“, bis 2019 insgesamt 12.000 neue Stellen bei der Polizei in Bund und Ländern zu schaffen. Der CDU-Parteivorstand verabschiedete bei seiner Klausur in Mainz die „Mainzer Erklärung“, die vorsieht, dass Asylberechtigten, Flüchtlingen und Asylbewerbern schon dann die Aufenthaltsberechtigung entzogen werden soll, wenn sie rechtskräftig wegen einer Straftat zu einer Freiheitsstrafe auch unter Bewährung verurteilt wurden. Diese Erklärung der CDU kam auf Druck der Parteibasis zustande und umfasste auch einen Verweis auf Grenzen der Aufnahmefähigkeit Deutschlands. Eine Politik, welche eine Obergrenze für Flüchtlinge ins Spiel gebracht hätte, war zuvor allerdings sowohl von Politikern der CDU als auch von Menschenrechtsorganisationen abgelehnt worden. Die Opposition und Teile der SPD kritisierten die Änderungen als eine vorschnelle Reaktion. Die Mainzer Erklärung sieht zudem eine Reform des Sexualstrafrechts vor; diese blieb hinter dem Alternativvorschlag des Deutschen Juristinnenbunds zurück.
In den Medien wurde im Zusammenhang mit den Silvester-Übergriffen auch allgemein auf hohe faktische Hürden für eine Abschiebung verwiesen.

##### Bessere Ausstattung der Bundespolizei
Mehr Polizei, mehr Videoüberwachung und ein schärferes Strafrecht forderte die CDU Rheinland-Pfalz in einem Plan zur inneren Sicherheit, welchen die Partei in Mainz vorgestellt haben soll. Unions-Landesvize Christian Baldauf soll gesagt haben: „Wir stellen fest, dass die bisherigen Regelungen viel zu dünn sind, um die innere Sicherheit zu gewährleisten.“ Matthias Lammert soll sich für eine flächendeckende Einführung von Kameras an Polizeiuniformen – sogenannte Bodycams – ausgesprochen haben.

##### Verabschiedung eines überarbeiteten Sexualstrafrechts 2016
Vor dem Hintergrund der sexuellen Übergriffe in der Silvesternacht 2015/16 erfolgten Nachbesserungen zum Gesetzentwurf zur Verschärfung des Sexualstrafrechts. Am 10. November 2016 trat eine Novelle in Kraft, die nun der Istanbul-Konvention entspricht. Neu war die Aufnahme von sexueller Belästigung als Straftat (§ 184i StGB) und die Erweiterung des § 177 StGB sexuelle Nötigung; Vergewaltigung um sexueller Übergriff. Ausschlaggebend sei „der erkennbare Wille“ des Opfers, beispielsweise ein verbales oder nonverbales „Nein“, so dass sexuelle Handlungen auch ohne (Androhung von) Gewaltausübung auf Täterseite unter § 177 StGB fallen.
Zudem wurde mit § 184j StGB (Straftaten aus Gruppen) ein weiterer Straftatbestand geschaffen: mit Geldstrafe oder Freiheitsstrafe bis zu zwei Jahren wird bestraft, wer sich an einer Personengruppe beteiligt, die eine andere Person zur Begehung einer Straftat an ihr bedrängt, wenn ein Beteiligter der Gruppe eines der aufgeführten Sexualdelikte begeht. Diese Regelung wurde verschiedentlich kritisiert. Der rechtspolitische Sprecher der SPD, Johannes Fechner, erklärte, dass der Gruppentatbestand auf Wunsch von CDU/CSU aufgenommen wurde, aus Sicht der SPD aber eine „bedenkliche Regelung“ sei. Um eine Verschärfung des Vergewaltigungsparagrafen zu erreichen, gegen die sich die Union bisher gesperrt hatte, sei man den Kompromiss eingegangen. Rechtswissenschaftler kritisieren die Norm und sehen sie als verfassungswidrig an.
Die ebenfalls vorgesehene Verknüpfung der Gesetzesnovelle mit einer Verschärfung des Asylrechts wurde von Grünen und Linken als „schlicht unverhältnismäßig“ kritisiert. Bereits nach der am 17. März 2016 in Kraft getretenen Verschärfung konnten ausländische Straftäter ohne Asylanspruch, die Sexualdelikte begangen hatten, ausgewiesen werden, wenn sie Gewalt angewendet oder angedroht hatten. In der weiteren Verschärfung des Ausweisungsrechts zum 10. November 2016 entfällt nun der Gewaltaspekt bei § 177 StGB, denn es gelte ausnahmslos der „Nein heißt Nein“-Grundsatz. Die zu einer Ausweisung führenden Gründe werden so erweitert. Die Opposition lehnte dies als „Verschärfung durch die Hintertür“ und doppelte Bestrafung ab. Das Gesetz verlasse den Fokus auf das Selbstbestimmungsrecht der Frauen und erhalte eine rassistische Konnotation. Grüne und Linke stimmten in den Einzelabstimmungen deshalb nur der lange geforderten „Nein heißt Nein“-Regelung zu, dem Gesetzentwurf als Ganzes aber nicht.
Im Mai 2017 wurde vermutlich das erste Urteil nach § 184i StGB gesprochen. Ein Libyer wurde vom Amtsgericht Bautzen wegen Grapschens zu vier Monaten Freiheitsstrafe ohne Bewährung verurteilt. Der Richter bezeichnete das Strafmaß als „exorbitant, aber vom Gesetzgeber so gewollt“.

#### International
Der slowakische Ministerpräsident Robert Fico (Smer-SD) erklärte am 7. Januar, sein Land werde als Reaktion auf die sexuellen Übergriffe auf Frauen in Köln und Hamburg keine muslimischen Flüchtlinge mehr ins Land lassen. „Wir wollen nicht, dass auch in der Slowakei etwas wie in Deutschland geschehen kann“, so Fico.
Wegen der Vorfälle in Köln plant die belgische Regierung die Einführung von Kursen für Asylbewerber, in denen Männern ein respektvoller Umgang mit Frauen vermittelt werden soll, so der Staatssekretär für Asyl und Immigration, Theo Francken (N-VA).

### Gesellschaft

#### Deutschland

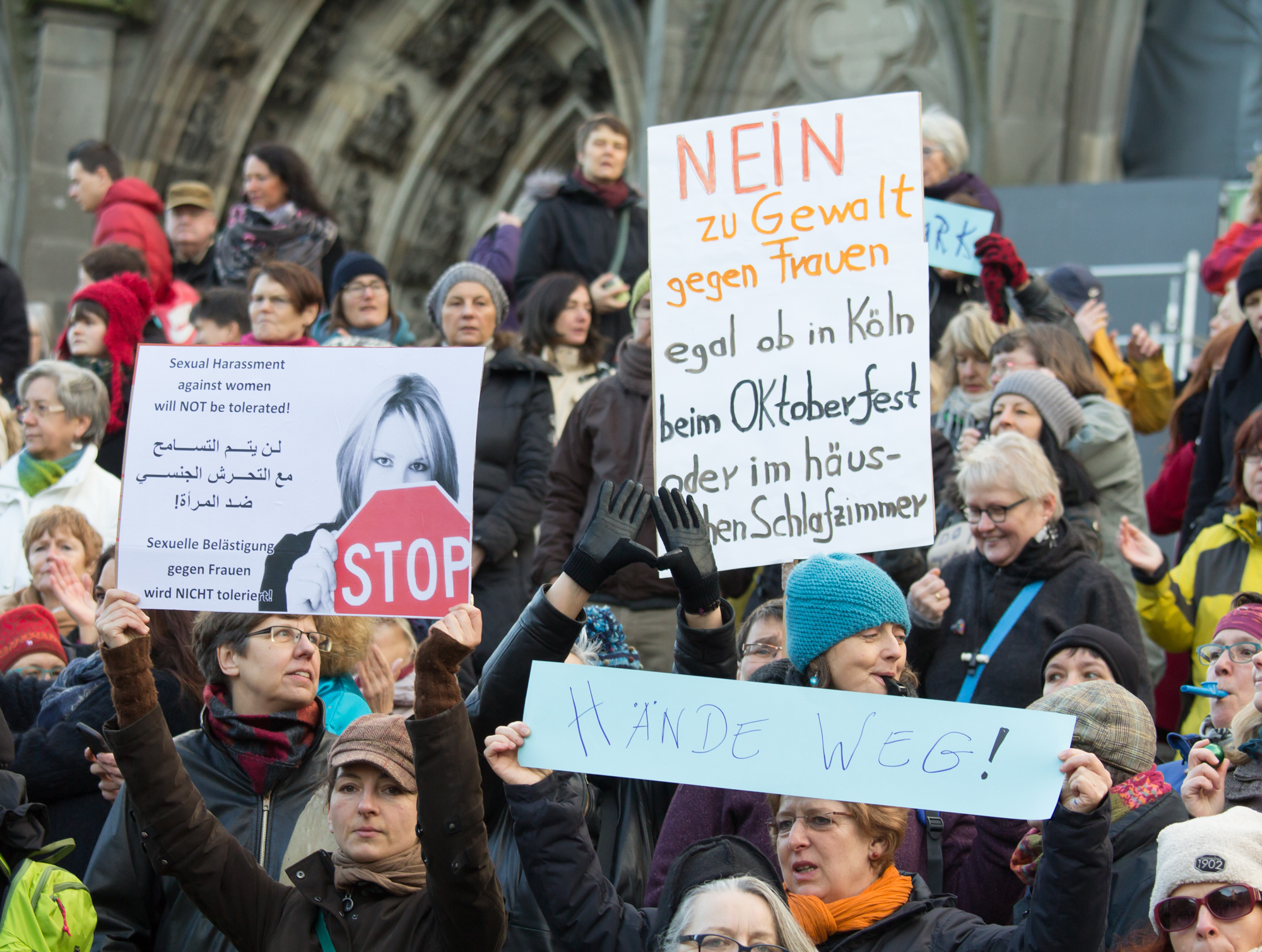
Flashmob gegen gewaltsame Übergriffe am 9. Januar 2016

In den sozialen Netzwerken verbreiteten sich Meldungen über die Vorgänge schon seit dem 1. Januar. Es folgten erzürnte Reaktionen. NDR-Reporter Andreas Hilmer sprach von einem „rassistische[n] Mob“, der im Internet tobe. Tätliche Übergriffe auf Flüchtlinge haben nach der Silvesternacht zugenommen.
Welt Online berichtet am 8. Januar über eine erkennbar erhöhte Nachfrage in Deutschland nach frei verkäuflichen Verteidigungsmitteln, darunter Pfefferspray. Der Verband Deutscher Büchsenmacher und Waffenfachhändler (VDB) geht davon aus, dass die Vorfälle in der Silvesternacht die Nachfrage anheizen werden. Die Zahl der Anträge auf den kleinen Waffenschein stieg im Raum Köln als Folge der Ereignisse massiv an. In anderen Kreisen und Gemeinden rund um Köln stieg ebenfalls die Nachfrage nach Gaswaffen und kleinen Waffenscheinen massiv an.
Am 9. Januar versammelten sich rund 1000 Frauen als Flashmob am Hauptbahnhof als Protest gegen gewaltsame Übergriffe.

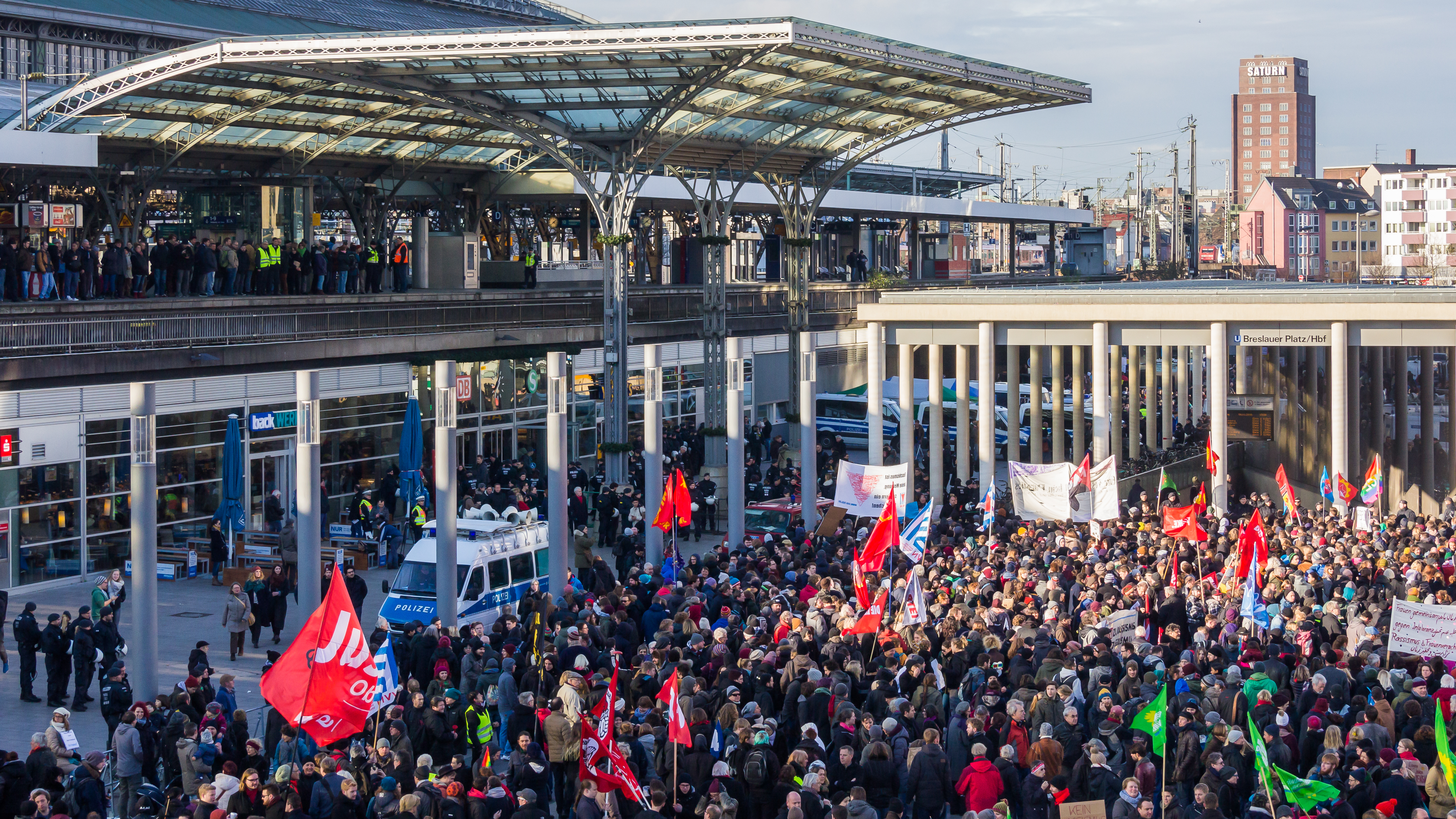
Gegendemonstration „Köln gegen Rechts“ zur Pegida-Kundgebung am 9. Januar 2016

Ebenfalls am 9. Januar fand in Köln eine Demonstration der Organisation Pegida gegen die Flüchtlingspolitik der Bundesregierung statt. Die Demonstration, bei der u. a. mit Böllern auf Polizisten geworfen wurde, löste die Polizei mit Wasserwerfern auf. Pegida sprach von 3000 Demonstranten, die Medien hingegen von 1300 bis 1700 Pegida-Demonstranten und 1300 Gegendemonstranten.

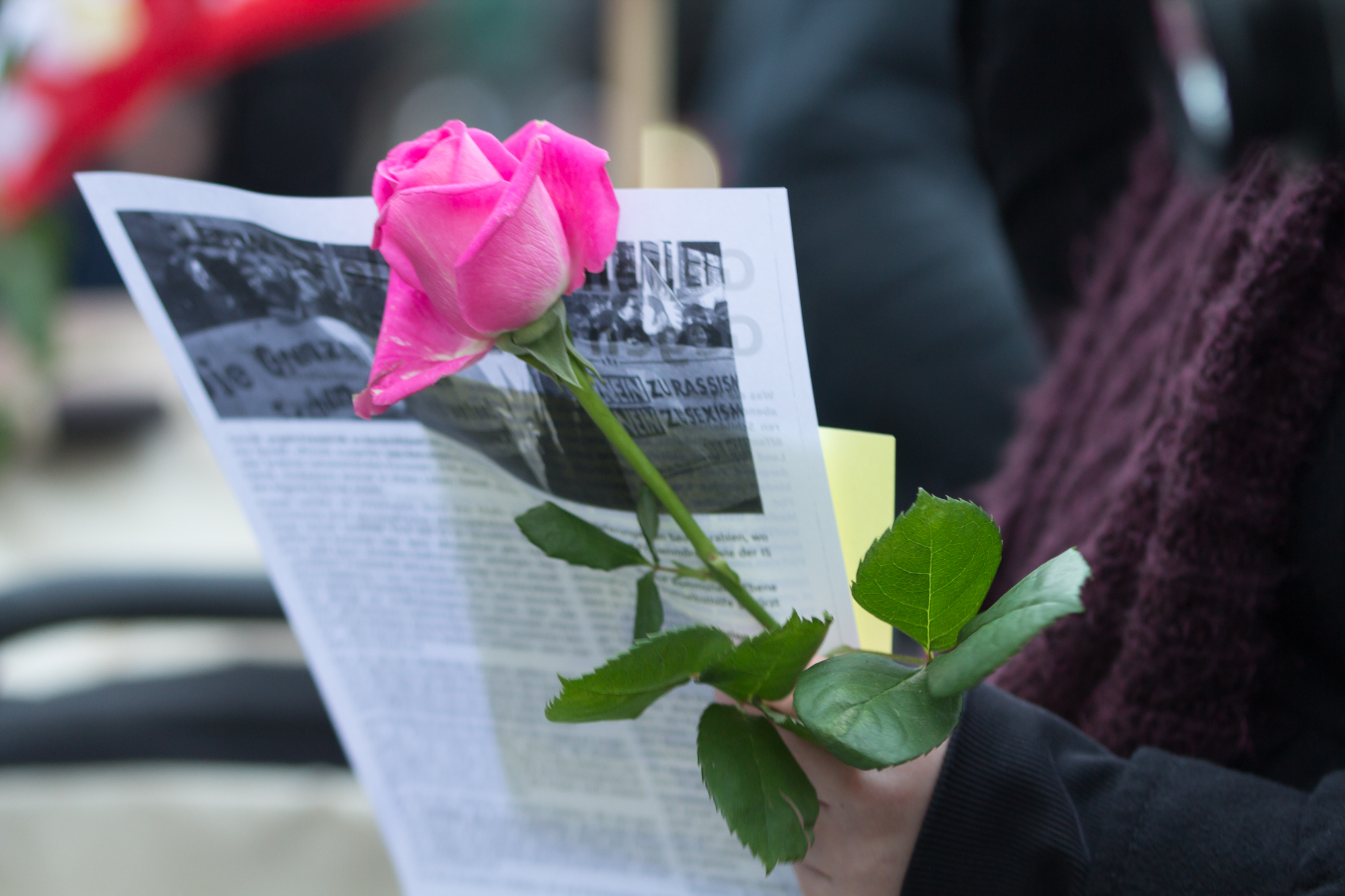
Kundgebung Syrer gegen Sexismus am 16. Januar 2016

Der Stern berichtete, dass viele syrische Flüchtlinge über die Mob-Attacken auf Frauen in der Silvesternacht schockiert seien und befürchteten, dass ihr Start in der neuen Heimat durch kriminelle Machenschaften einiger Zuwanderer zusätzlich erschwert werden könnte. Vier in Nordrhein-Westfalen lebende Flüchtlinge drückten in einem offenen Brief an die Kanzlerin ihr Entsetzen über die Übergriffe aus und verpflichteten sich, im Rahmen ihrer Möglichkeiten mitzuhelfen, dass derartige Verbrechen sich nicht wiederholen. Am 16. Januar demonstrierten hunderte Menschen aus Syrien, Afghanistan und dem Irak sowie auch zahlreiche Frauen aus Deutschland auf dem Kölner Bahnhofsvorplatz gegen Sexismus unter dem Motto Syrische Flüchtlinge sagen Nein zu den Übergriffen von Köln!. Zu der Demonstration hatte der 27 Jahre alte Syrer Sakher Al-Mohamad, der seit einem Jahr in Deutschland lebt, auf Facebook aufgerufen.
Der Imam der Kölner Al-Tauhid-Moschee Sami Abu-Yusuf erklärte nach Medienberichten in einem Fernsehinterview in Bezug auf die sexuellen Übergriffe in der Silvesternacht: „Einer der Gründe, weswegen muslimische Männer Frauen vergewaltigten oder belästigten, ist, wie sie gekleidet waren. Wenn sie halb nackt und parfümiert herumlaufen, passieren eben solche Dinge. Das ist wie Öl ins Feuer gießen!“ Daraufhin gingen bei der Staatsanwaltschaft etliche Strafanzeigen ein, u. a. von Volker Beck. In einem darauf folgenden Interview mit dem Kölner Express behauptet Abu-Yusuf später, seine Äußerungen seien aus dem Zusammenhang gerissen worden. Er habe gesagt: „Es waren Frauen leicht bekleidet und sie trugen Parfüm, als sie durch die betrunkene Menge liefen. Das war für einige Nordafrikaner Anlass, die Frauen zu begrapschen. Das heißt aber nicht, dass ich glaube, dass Frauen sich nicht so kleiden dürfen. Jeder hat das zu akzeptieren. Und wem das nicht passt, der muss in ein anderes Land gehen.“
Der Politikwissenschaftler Bassam Tibi zog Parallelen zwischen den Ereignissen in Köln und dem Bürgerkrieg in Syrien, in dem die Vergewaltigung von Frauen feindlicher Kriegsparteien regelmäßiges Mittel der Kriegsführung sei. Unter den Kriegsflüchtlingen befänden sich nicht nur Opfer der Gewalt, sondern auch viele Täter, darunter zahlreiche Islamisten. Den Vergewaltigern gehe es nicht nur um die „sexuelle Attraktion“ der europäischen Frauen, sondern auch um die europäischen Männer, deren Ehre sie beschmutzen wollten. Sie glaubten aus der Werbung zu wissen, dass jeder Europäer Luxuswohnung, Auto und eine „hübsche Blondine“ habe und dass auch sie dies bekämen und am Wohlstand beteiligt würden. In den Notunterkünften fühlten sie sich betrogen und rächten sich schließlich stellvertretend an europäischen Frauen.
Der Historiker und Gewaltforscher Jörg Baberowski behauptete, die Übergriffe seien eine „Verabredung“ gewesen. Der Platz sei als christlicher Tatort bewusst gewählt worden, die Botschaft der Täter laute: „Ihr könnt eure Frauen nicht verteidigen.“ Während in deren Heimatländern Vergewaltiger von den Vätern der Opfer getötet würden, geschehe dies in Deutschland nicht, was als Schwäche ausgelegt werde. Dies umso mehr, da hier „die Gewalt vor den Augen des Staates vollzogen“ werde, während die Polizisten zuschauten.
Der Publizist und Polemiker Henryk M. Broder sah in den Übergriffen von Köln einen Pogrom: „Wie es sich für ein Pogrom gehört, gab es Täter, Opfer und Zuschauer. Die Täter waren rücksichtslos, die Opfer hilflos und die Zuschauer haben zugeschaut […] Ein Mensch, der Spießrutenlaufen muss, dabei angefasst, bedrängt, geschlagen und verhöhnt wird, erlebt eine Vergewaltigung. Man muss nicht Historiker oder Antisemitismus-Experte sein, um Parallelen zu den antijüdischen Pogromen aus der Zeit vor dem Holocaust zu erkennen.“

#### „Kölner Botschaft“
Am 21. Januar 2016 veröffentlichte der Stadt-Anzeiger die Kölner Botschaft einen Aufruf lokaler Persönlichkeiten aus Kirche, Medien, Sport, Kultur, Literatur und Wissenschaft mit dem Titel: Keine Toleranz gegenüber sexueller Gewalt, Kampf gegen bandenmäßige Kriminalität, Konsequenzen aus dem Behördenversagen und Schluss mit fremdenfeindlicher Hetze. Unter den Verfassern und Erstunterzeichnern sind Frank Schätzing, Christiane Woopen, Wolfgang Niedecken, Navid Kermani, Rosemarie Trockel, Werner Spinner, Rainer Maria Woelki, Mariele Millowitsch, Bettina Böttinger und Fatih Çevikkollu.

#### Frankreich
Die Silvesternacht in Köln war auch in Frankreich ein wichtiges Thema. Laut Claude Habib, Professorin für französische Literatur an der Sorbonne Nouvelle, hat Frankreich in Sachen Integration langjährige Erfahrung. Aber die vielzitierte Bildung habe keine Erfolge gebracht. Französische Frauen hätten viel früher als deutsche gelernt, dass es in gewissen Zonen zu bestimmten Zeiten gelte, die Blicke zu senken und die Röcke gegen Hosen zu tauschen. Die „verlorenen Gebiete der Republik“ seien zunächst für die Frauen verlorengegangen. Und zwar aufgrund desselben „Cocktails von Einschüchterung und Belästigung“ wie in Köln, der aber anders als in Deutschland in Frankreich leiser daherkam und weniger Beachtung fand. Sie plädierte für eine systematische, angemessene Bestrafung von sexuellen Misshandlungen und nahm die mediale Berichterstattung in die Pflicht, aufmerksam und objektiv über sexuelle Übergriffe von Immigranten zu informieren. Für den Philosophen Alain Finkielkraut ist Deutschland „nach einem Willkommensrausch mit einem heftigen Kater“ erwacht. Deutschland habe die Ankunft der Flüchtlinge als Gelegenheit zur „Tilgung eines historischen Schandflecks“ gesehen. Eine „große Zahl der Migranten hätte jedoch nicht die leiseste Absicht einer Anpassung an die Sitten und grundlegenden Rechte westlicher Gesellschaften“. Den Politiker Jean-Louis Bourlanges zitierend sagte er, „Köln habe uns entdecken lassen, was ein Zusammenstoß der Zivilisationen“ im Alltag bedeute. Der algerische Schriftsteller Kamel Daoud bezeichnete Köln als „europäische Kulturhauptstadt der Konfrontation“. Man mache sich keine Vorstellung von der „großen sexuellen Misere“ der muslimischen Länder und den Versprechungen eines „porno-islamisme“ zur Rekrutierung islamistischen Nachwuchses. Die „unerträgliche Spannung zwischen der Verschleierung im Diesseits und der versprochenen Orgie im Jenseits löse sich entweder durch Aggression und Explosion oder durch Verleugnung und Verschleierung. In den Ländern Allahs sei der Sex ein Versprechen durch den Tod, nicht durch die Liebe, und die Sexualität sei ein Verbrechen, es sei denn, sie sei durch die Religion kodifiziert und als irdisches Verlangen folglich getötet“.

## Maßnahmen und Vorkommnisse in der folgenden Silvesternacht 2016/17

### Köln

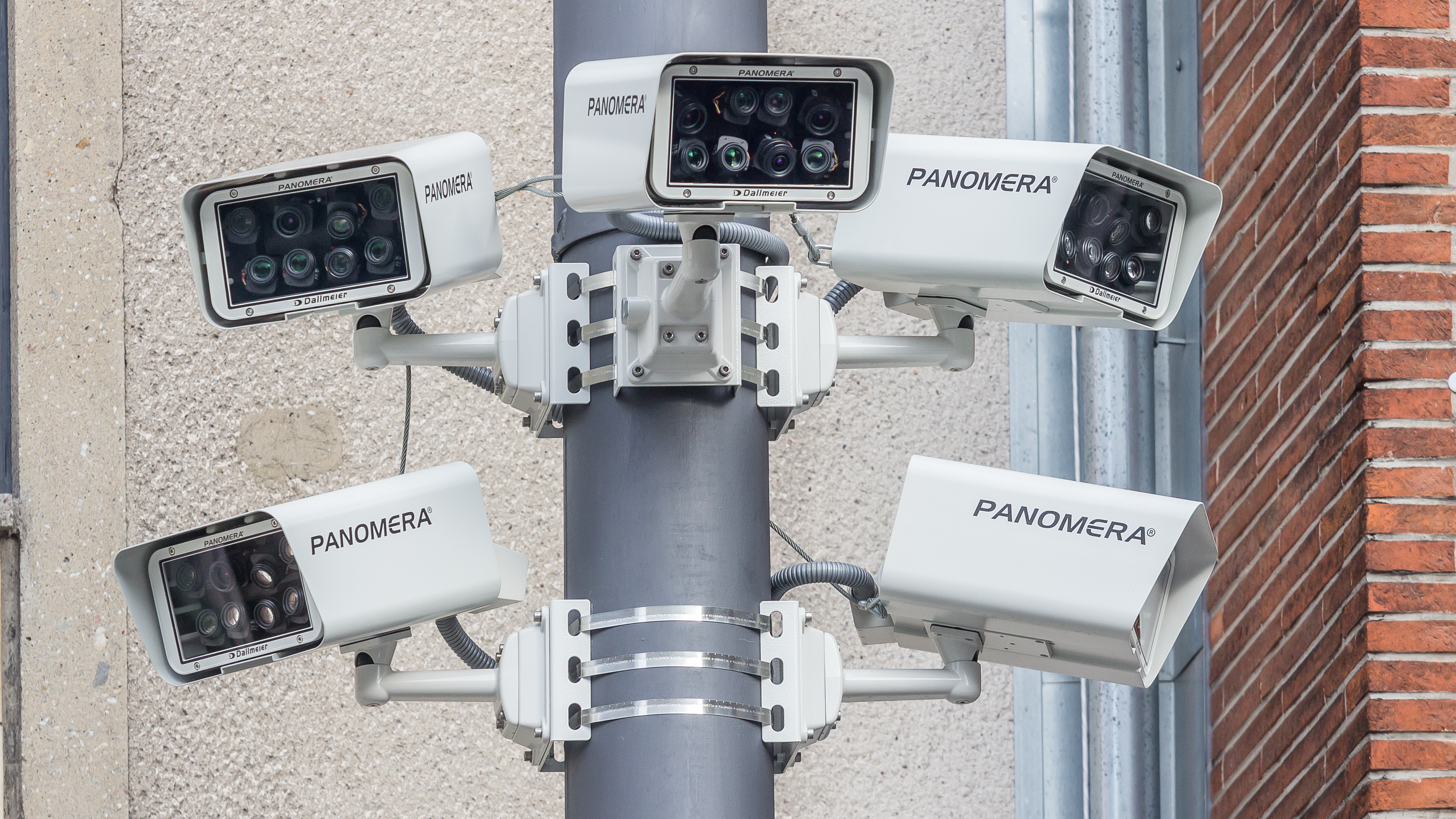
Neue Überwachungskameras (Multifocal-Sensorsysteme) wurden im Dezember 2016 auf dem Kölner Bahnhofsvorplatz installiert

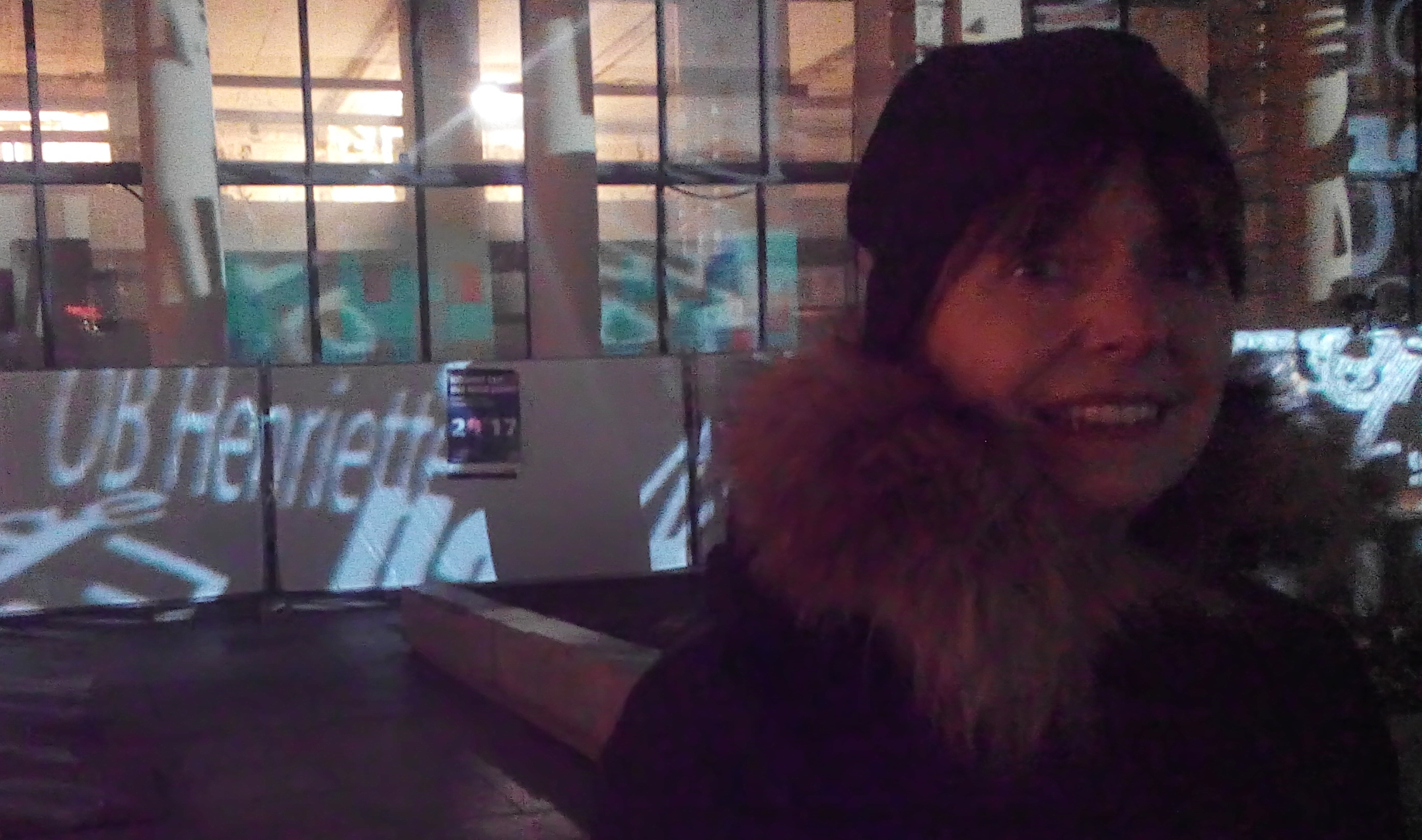
OB Reker vor dem Namenszug der Lichtshow am Kölner Dom in der Silvesternacht 2016/17

In der Silvesternacht im darauffolgenden Jahr wurden die allgemeinen Sicherheitsvorkehrungen und die Polizeipräsenz im gesamten Innenstadtbereich massiv erhöht, um gleichartige sexuelle Übergriffe und andere Rohheitsdelikte zu verhindern. Im Bereich um den Dom waren Böller und andere Feuerwerkskörper verboten. Die Geh- und Radwege der Hohenzollernbrücke wurden aus Sicherheitsgründen gesperrt. Die Sperrung war eine Konsequenz aus den Ereignissen der Kölner Silvesternacht im Vorjahr, als es auf der Brücke zu chaotischen Szenen gekommen war. Menschen waren in Panik geraten und auf die Gleise gelaufen; auch auf der Brücke waren Straftaten begangen worden. An verschiedenen Plätzen wurde die Beleuchtung verstärkt; auf der Domplatte gab es eine interaktive Lichtshow. Zudem waren Streetworker für eine jugendliche Zielgruppe präsent und es wurde eine Anlaufstelle speziell für Frauen in Form eines Beratungsmobils angeboten.
Zunächst waren 1500 Landespolizisten für die Nacht in der Innenstadt vorgesehen, was eine Verzehnfachung der Beamtenzahl im Vergleich zum Vorjahr darstellt. Zusätzlich wurden 600 Ordnungskräfte eingesetzt, darunter auch private Sicherheitsleute. Außerdem wurde im Vergleich zum Vorjahr das Fünffache (800 Beamte) an Bundespolizisten in Bahnstationen und Zügen im Land NRW eingesetzt. Die Zahl der Landespolizisten wurde nachts erneut erhöht, sodass insgesamt 1700 Beamte in der Innenstadt eingesetzt waren. Als Grund gab die Polizei das gleichzeitige Eintreffen von etwa 1000 Personen am Kölner Hauptbahnhof zwischen 21 und 22 Uhr an. Die Personen seien ähnlich wie im Vorjahr männlich und nordafrikanischer Herkunft gewesen. Ein Polizeisprecher der Bundespolizei sagte: „Wir hatten Gruppen, die vergleichbar aggressiv waren wie 2015.“ Laut dem Kölner Polizeipräsidenten fielen die jungen Männer ebenfalls durch eine „aggressive Grundstimmung“ auf, sodass ohne die starke Polizeipräsenz mit schweren Straftaten zu rechnen gewesen sei. Nach Ausweiskontrollen durften die Männer nur einzeln die Feierzone betreten, um Gruppenbildungen zu verhindern. Am Bahnhof in Köln-Deutz wurden 300 eintreffende Männer der „fahndungsrelevanten Klientel“ von Polizisten abgefangen und kontrolliert, die Polizeiangaben zufolge fast ausschließlich aus dem Maghreb und arabischen Ländern stammten. Kritik an der Auswahl der Personen wurde entgegengehalten, dass man wisse, wie ein „Nafri“ aussehe. Zwei Wochen nach der Silvesternacht veröffentlichte die Kölner Polizei Informationen, aus denen hervorging, dass anders als im Vorjahr und entgegen anfänglichen Angaben die in der Innenstadt kontrollierten Personen mehrheitlich nicht nordafrikanischer Herkunft waren, sondern hauptsächlich Staatsbürger des Irak, Syriens und Afghanistans.
In Köln wurden nur von der Bundespolizei ca. 900 Platzverweise erteilt. 92 Personen wurden vorläufig in Gewahrsam genommen. Am 1. Januar gab es 117 Anzeigen, davon 10 wegen Sexualdelikten.
Während der Polizeieinsatz überwiegend als umsichtig und zielführend eingeschätzt wurde, gab es vereinzelt Kritik, unter anderem von der Partei Die Linke, dem SPD-Politiker Christopher Lauer und der Parteichefin der Grünen, Simone Peter. Kritisiert wurde die von der Polizei auf Twitter verwendete Bezeichnung „Nafri“, ein behördeninterner Begriff für junge, männliche Straftäter aus Nordafrika. Die Bezeichnung sei rassistisch, die Polizeistrategie als Racial Profiling abzulehnen. Der Kölner Polizeipräsident nannte den Begriff eine „sehr unglücklich[e]“ Bezeichnung, wies jedoch Rassismusvorwürfe zurück.
Eine „Arbeitsgruppe Silvester“ der Kölner Polizei untersuchte, warum an Silvester 2016/17 wie im Vorjahr rund 2000 junge Männer vorwiegend aus arabischen Staaten gerade nach Köln reisten. Grund sei demnach nicht gewesen, dass Köln die nächstgelegene Großstadt war, sondern die Stadt werde unter den jungen Männern im arabischen Raum als „einzig wahre Metropole in Mitteleuropa wahrgenommen“ und genieße einen Ruf als „Event“-Hauptstadt. Viele hätten sie bei ihrer Ankunft in Deutschland bereits als Drehkreuz kennengelernt, von dem aus sie in andere Städte verteilt worden seien. Zudem sei Köln „wegen der zentralen Lage in Mitteleuropa und der günstigen Verkehrsanbindungen sehr interessant für diese Gruppe.“ Dass die Stadt bei arabischstämmigen Flüchtlingen und Asylbewerbern derart beliebt sei, habe auch die Polizei überrascht. Die Erkenntnis habe man aus Interviews mit Wissenschaftlern gewonnen.
Auch in den Folgejahren wurden basierend auf den Erfahrungen von 2015/2016 erhöhte Sicherheitsmaßnahmen getroffen: 2018 wurde die Polizeipräsenz in Düsseldorf und Köln zu Silvester erhöht und ein Feuerwerksverbot in einem erweiterten Bereich rund um den Dom durchgesetzt. 2019 wurde erneut eine feuerwerkfreie Zone rund um den Roncalliplatz am Kölner Dom eingerichtet.

### Hamburg
Parallel zu Köln gab es in Hamburg zum Jahreswechsel 2015/2016 ebenfalls eine hohe Zahl von Rohheitsdelikten und sexuellen Übergriffen auf Frauen. An Silvester 2016/17 wurden die Sicherheitsvorkehrungen erhöht und 500 Polizisten auf der Reeperbahn, der Großen Freiheit, an den Landungsbrücken und am Jungfernstieg eingesetzt. Laut Polizeiangaben fielen insbesondere am Jungfernstieg Gruppen junger Männer durch aggressives Verhalten auf, darunter seien viele Personen mit Migrationshintergrund gewesen. In der Nacht wurden 100 Strafanzeigen erstattet, darunter 14 Strafanzeigen wegen sexueller Belästigung. Unter den ermittelten zehn Tatverdächtigen waren neun Ausländer, hauptsächlich aus dem Irak und Syrien. Es wurden zudem 75 Platzverweise ausgesprochen und 27 Personen in Gewahrsam genommen.

### Frankfurt am Main
Am Mainufer in Frankfurt, wo in den vorherigen Jahren an die 100.000 Menschen Silvester feierten, waren Silvester 2016/17 nur etwa 5.000 Menschen anwesend. Es wurde eine Sicherheitszone von der Polizei eingerichtet, die für ca. 30.000 Menschen vorgesehen war. In Frankfurt waren, ähnlich wie in Köln, viele große Gruppen junger Männer unterwegs. Teilweise kam es zu chaotischen Situationen an den Kontrollstellen und an Mitternacht auf den Brücken und am Römerberg in der Frankfurter Altstadt. Bestimmt wurden diese Szenarien durch diese Gruppen, Familien waren nicht sichtbar, Frauen ohne männliche Begleitung ebenfalls kaum. Ein Bericht der BILD über „900 größtenteils betrunkene[] Flüchtlinge“, betitelt mit „Sex-Mob tobte in Frankfurts Restaurant-Meile“, in dem eine Frau angab, dass sie und ihre Freundinnen von „Arabern“ massiv sexuell belästigt worden seien, und ein Barbetreiber dies bestätigte, stellte sich als gegenstandslos heraus; auch einige Tage nach dem Vorfall lagen der Polizei keine Anzeigen vor, andere Gastronomen hatten nichts Ähnliches beobachtet, in den sozialen Netzwerken gab es keine entsprechenden Videos und Fotos, die Kronzeugin war in der fraglichen Nacht überhaupt nicht in der Stadt, sondern im Ausland und gegen den Wirt wurde ein Ermittlungsverfahren wegen Vortäuschens einer Straftat eingeleitet.

### Hannover
In Hannover wurde die Polizeipräsenz im Vergleich zum Vorjahr um 30 % erhöht. Anders als in den Vorjahren patrouillierte die Polizei in der Silvesternacht 2016/17 zum Teil mit Maschinenpistolen, Bodycams und Signalwesten in der Innenstadt und an bestimmten Plätzen. Zwischen 21 und 23 Uhr kamen vermehrt Menschen in das Stadtzentrum, darunter viele junge Männer mit Migrationshintergrund. Zeitweise hielten sich etwa 1000 Menschen am Bahnhof und am Vorplatz auf. Die Bundespolizei nahm „distanz- und respektlose[s] Verhalten“ wahr, Polizeibeamte und Besucher seien regelmäßig provoziert worden. Böller und Raketen sollen teilweise absichtlich auf Passanten geworfen bzw. geschossen worden sein. Insgesamt gab es 30 Prozent mehr Anrufe bei der Einsatzleitstelle in Hannover als im Vorjahr.

### Innsbruck
In Innsbruck kam es in der Silvesternacht 2016/17 zu mindestens 18 sexuellen Übergriffen auf Frauen durch Gruppen junger Männer. Laut dem Tiroler Landeskriminalamt sind sexuelle Übergriffe in der Art zum ersten Mal vorgefallen. Aufgrund von Aussagen der Geschädigten vermutet die Innsbrucker Polizei, dass die Täter aus dem „nordafrikanischen oder zentral- bis südasiatischen Raum“ stammen.